# Günther Lütjens

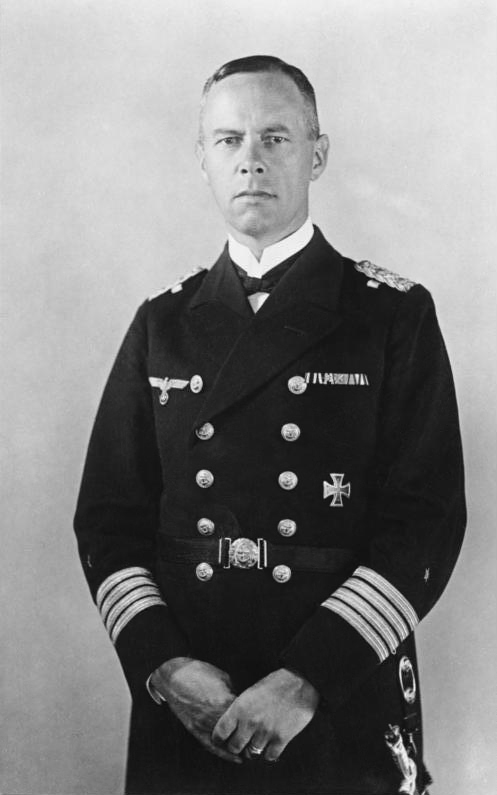
Kapitän zur See Lütjens (1934)

Johann Günther Lütjens (* 25. Mai 1889 in Wiesbaden; † 27. Mai 1941 im Nordatlantik (Position 48° 10′ N, 16° 12′ W)) war ein deutscher Marineoffizier. Als Admiral war er zuletzt Flottenchef der Kriegsmarine im Zweiten Weltkrieg.
Lütjens diente zunächst in der Kaiserlichen Marine. 1907 trat er als Seekadett in die Marine ein, wobei er auf dem Kreuzer Freya diente. 1910 wurde er zum Leutnant ernannt. Unter Beförderung zum Oberleutnant wechselte er 1913 zur 1. Torpedobootdivision. Im Ersten Weltkrieg war er Bootskommandant und Halbflottillenchef bei der Torpedobootwaffe an der flandrischen Küste. 1917 wurde er zum Kapitänleutnant befördert. In die Reichsmarine übernommen, wurde er zusätzlich zu verschiedenen Marinestäben berufen. 1931 wurde er in die Marineleitung des Reichswehrministeriums versetzt. 1933 erfolgte die Beförderung zum Kapitän zur See. 1934 wurde er zum Kommandanten des Leichten Kreuzers Karlsruhe ernannt. Danach war er Chef des Stabes der Marinestation Nordsee, leitete zwischen 1936 und 1937 das Marinepersonalamt im Reichskriegsministerium und stieg 1937 zum Führer der Torpedoboote (F.d.T.) mit dem Rang eines Konteradmirals auf. Bei einem Angriff auf die polnische Seestreitkräfte vor der Halbinsel Hel wurde er leicht verletzt. Am 21. Oktober 1939 löste er Vizeadmiral Densch als Befehlshaber der Aufklärungsstreitkräfte (B.d.A.) ab. Als F.d.T. und als B.d.A. veranlasste er die Verlegung von Minen vor der britischen Küste. Am 1. Januar 1940 wurde Lütjens zum Vizeadmiral befördert. 1940 war er als Befehlshaber der Aufklärungsstreitkräfte und stellvertretender Flottenchef bei der Invasion Dänemarks und Norwegens eingesetzt und befehligte die Deckungsgruppe. Anschließend führte der von Zeitgenossen als unnahbar, aristokratisch und streng beschriebene Admiral als Flottenchef den Handelskrieg gegen britische Geleitzüge im Atlantik. Im Rahmen des Unternehmens Rheinübung versenkte Lütjens’ Kampfgruppe im Mai 1941 den britischen Schlachtkreuzer Hood. Lütjens fiel einige Tage später beim Untergang seines Flaggschiffes Bismarck.
Der Zerstörer Lütjens der Bundesmarine wurde 1969 nach ihm benannt.

## Privatleben
Lütjens’ Eltern waren Johannes Lütjens († 1920) und Luise geb. Volz. Seine Jugend verbrachte er in Freiburg im Breisgau, wo er auch am Berthold-Gymnasium sein Abitur ablegte. Sein Vater war Kaufmann und evangelischen Glaubens. Günther entschloss sich zum Dienst in der Kaiserlichen Marine. Im Sommer 1929 heiratete Lütjens Margarete Backenköhler, die Tochter des Geheimen Sanitätsrates Gerhard Backenköhler. Margarete war die Schwester seines späteren Stabschefs Admiral Otto Backenköhler. Auch wenn Lütjens über sich selbst sagte, dass er bei seiner Verantwortung überhaupt nicht verheiratet sein dürfte, wird seine Ehe als glücklich beschrieben. Lütjens hatte drei Söhne und eine Tochter.

## Kaiserliche Marine

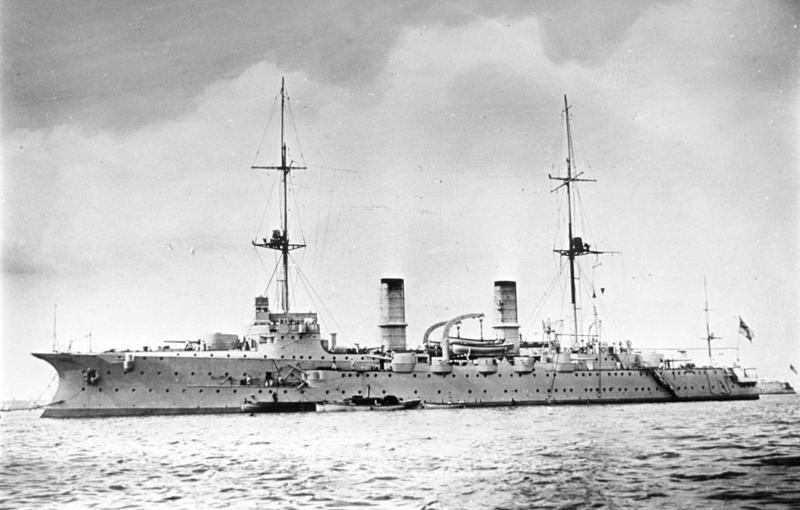
Auf Hansa war Lütjens etwa zwei Jahre lang als Leutnant zur See eingesetzt.

Lütjens trat am 3. April 1907 als Seekadett in die Kaiserliche Marine ein, besuchte zunächst die Marineschule Kiel und wurde dort ab dem 9. April in der Crew 07 zum Seeoffizier ausgebildet. Im Mai 1907 wurde er auf den als Schulschiff genutzten Großen Kreuzer Freya zur praktischen Bordausbildung versetzt. An Bord dieses Kreuzers trat Lütjens auch seine erste Weltreise an. Seine Charakterzüge wurden bereits in diesen Jahren unterschiedlich gesehen, und diese unterschiedliche Bewertung sollte sich auch bis zu Lütjens’ Tod nicht mehr ändern. Wegen seiner Aufrichtigkeit, schnellen Auffassungsgabe und seines trockenen Humors war Lütjens bei den Einen sehr beliebt, andere Zeitgenossen hingegen beschrieben den Kadetten als ehrgeizig, unnahbar und ernst. Lütjens’ erste Bordausbildung ging im März 1908 zu Ende. Im Anschluss daran nahm er ab April 1908 an einem einjährigen Fähnrichslehrgang an der Marineschule Kiel teil. Dort wurde Lütjens am 21. August 1908 zum Fähnrich zur See befördert. Aufgrund seiner Leistungen gehörte er zur Spitzengruppe seines Jahrgangs. In einer später erstellten Rangliste aus dem Jahr 1913 belegte Lütjens den 11. Platz von 132 Absolventen.
Nach der Marineschule besuchte Lütjens einen Artillerie- und Torpedolehrgang und beendete im September 1909 seine Infanterieausbildung im II. Seebataillon in Wilhelmshaven. Die zweite praktische Bordausbildung erfolgte von Oktober 1909 bis Mitte September 1910 auf dem Linienschiff Elsass. Nach dem erfolgreichen Abschluss stand Lütjens im September 1910 kurzfristig der I. Marineinspektion zur Verfügung, bevor er am 26. September 1910 mit seinem ersten Bordkommando betraut wurde. Aufgrund seiner Fähigkeiten wurden ihm die Aufgaben eines Ausbildungsoffiziers auf dem Schulschiff König Wilhelm übertragen. Die alte Panzerfregatte war zu diesem Zeitpunkt ein stationäres Wohn- und Exerzierschiff im Hafen von Flensburg. Dort wurde Lütjens am 28. September 1910 zum Leutnant zur See befördert. Im April 1911 wechselte er als Seekadettenoffizier auf den Großen Kreuzer Hansa, wo er fast die nächsten zwei Jahre verblieb. Auf diesem Schiff nahm Lütjens an zwei weiteren Weltreisen teil. Danach war er von April bis September 1913 wieder Ausbildungsoffizier auf SMS König Wilhelm. Am 27. September 1913 wurde Lütjens zum Oberleutnant zur See befördert und wechselte zur Torpedobootswaffe. Dort wurde er als Kompanieoffizier bei der I. Torpedodivision in Kiel eingesetzt. Im November 1913 kam er als Wachoffizier zur 2. Torpedoboots-Halbflottille unter Korvettenkapitän Heinrich Schuur auf das Torpedoboot G 169. Ab März 1914 übte er die gleiche Funktion auf dem Torpedoboot G 172 aus.

### Erster Weltkrieg
Mit Beginn des Ersten Weltkriegs wurde Lütjens im August 1914 als Bootskommandant zur Jade-Hafenflottille kommandiert. Die Jade-Hafenflottille stand unter dem Kommando des Führers der Torpedoboote Konteradmiral Leberecht Maaß und bestand aus dem Führungsboot Alice Roosevelt und weiteren sechs alten bzw. älteren Torpedobooten, die Minensuchzwecken dienten. Ihre Aufgabe bestand in der Sicherung und Aufklärung der Jade. Ab September 1914 war er Kommandant des zum Minensuchboot umgebauten T 68. Anfang Dezember des gleichen Jahres wechselte er als Kompanieoffizier in die I. Torpedodivision. Dort besuchte Lütjens einen Minensuchlehrgang und war ab Mitte Januar 1915 Kommandant des Torpedobootes T 21. Anfang Mai 1915 kam er zur Torpedobootsflottille Flandern. Dort befehligte Lütjens, der am 6. Oktober 1915 mit dem Eisernen Kreuz II. Klasse ausgezeichnet worden war, bis Februar 1916 die neuen, aber wenig kampfkräftigen Torpedoboote A 5 und A 20, bevor er im Februar 1916 den Befehl über die dortige A-Halbflottille übernahm. In dieser Stellung war er zugleich Kommandant des größeren Torpedobootes A 40. Für die Bewährung bei mehreren Unternehmungen als Halbflottillenchef erhielt Lütjens am 17. August 1916 das Eiserne Kreuz I. Klasse. In der Nacht des 25. auf den 26. März 1917 war Lütjens mit vier Torpedobooten an der Beschießung Dünkirchens beteiligt. Am 2. Mai, auf der Suche nach Überlebenden eines abgeschossenen deutschen Flugzeugs, lieferte sich Lütjens Boot A 40 zusammen mit dem Schwesterboot A 42 ein Scharmützel mit vier britischen Motortorpedobooten. Dabei konnten Lütjens’ Boote einem Torpedoschuss ausweichen. Am 19. Mai fuhr Lütjens mit fünf Torpedobooten seiner Halbflottille erneut einen Angriff auf Dünkirchen. Dabei griffen seine Boote die französischen Zerstörer Capitaine Mehl,  Enseigne Roux, Magon und Bouclier an. Im Zusammenhang mit seinem Primärauftrag, die Fahrtwege der deutschen U-Boote freizuhalten, kam es zu Gefechten mit britischen Zerstörern, Motorschnellbooten und Flugzeugen. Diese Aufgaben nahmen in den letzten Kriegsjahren mit dem uneingeschränkten U-Boot-Krieg zu. Dabei gab es durch die materielle Überlegenheit des Gegners und die ständige Minengefahr erhebliche Verluste an Mensch und Material in den eigenen Reihen. Am 24. Mai 1917 wurde Lütjens zum Kapitänleutnant befördert.
Besondere Anerkennung durch seine Vorgesetzten erntete Lütjens für die Rückverlegung des Personals der Halbflottille von Antwerpen nach dem Waffenstillstand von Compiègne am 11. November 1918. Bereits am 30. September war der Räumungsbefehl für die Stützpunkte an der flandrischen Küste ergangen. Der Großteil der deutschen Torpedoboote wurde über die Kanäle nach Antwerpen verlegt. Aufgrund der Eile bei der Räumung wurden die meisten Boote gesprengt oder gelangten in die holländische Internierung; auch Lütjens entschied sich für diesen Schritt. Eine Rückverlegung seiner Bootseinheiten über den Seeweg nach Wilhelmshaven kam aufgrund der unzureichenden Geschwindigkeit der meisten Fahrzeuge nicht in Frage. Mit dem Personal der Einheit trat er den Rückmarsch durch Belgien an. Diese Aufgabe konnte er bis Ende November abschließen.
Bei Kriegsende war Lütjens hochdekorierter Kapitänleutnant. Neben den beiden Klassen des Eisernen Kreuzes trug er das Ritterkreuz des Königlichen Hausordens von Hohenzollern mit Schwertern (24. November 1917), das Oldenburger Friedrich August-Kreuz II. und I. Klasse sowie das Ritterkreuz II. Klasse des Ordens vom Zähringer Löwen. Ferner war er Träger des Hanseatenkreuzes der Hansestadt Hamburg. Daneben überreichte ihm Adalbert Prinz von Preußen einen Silberteller zur Erinnerung an den 17. August 1916, das Verleihungsdatum des Eisernen Kreuzes I. Klasse an Lütjens.

### Übergangszeit
Während des Kieler Matrosenaufstands, des Auftakts zur Novemberrevolution, an dessen Ende der Sturz der Monarchie stand, weilte Lütjens ab 24. November 1918 in der Marinestation der Ostsee in Kiel und damit im Brennpunkt der Geschehnisse. Inwieweit Lütjens selbst in Vorgänge um den Matrosenaufstand involviert war, ist nicht feststellbar. Am 1. Dezember 1918 erfolgte seine Abkommandierung nach Warnemünde. Dort wurde er Leiter der Seetransportstelle. Allerdings blieb er nicht lange auf diesem Posten. Bis November 1919 wechselte Lütjens mehrmals als Leiter der Seetransportstelle zwischen Warnemünde und Lübeck. Am 15. September 1919 wurde er Kompanieführer der Küstenwehrregiment Lehe, später Küstenwehrabteilung IV in Cuxhaven und im Januar 1921 als Offizier in die neu gegründete Reichsmarine übernommen.

## Reichsmarine

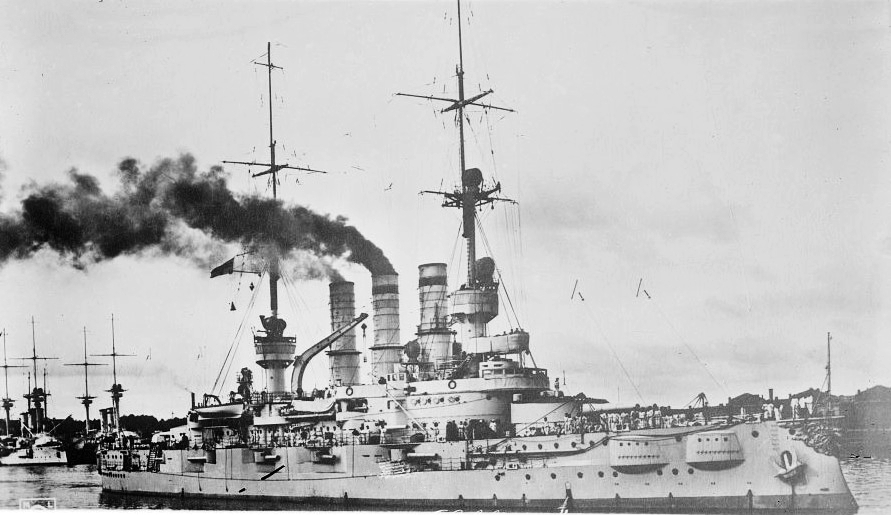
Die Schlesien, auf der Lütjens an Verbandsübungen teilnahm.

Nach den Bestimmungen des Friedensvertrags von Versailles musste die Reichsmarine strikte Begrenzungen hinsichtlich ihrer Stärke (15.000 Mann) und ihrer Überwasserstreitkräfte auf sich nehmen. Da für Lütjens in absehbarer Zeit kein Bordkommando in Frage kam, wurde er am 7. Juni 1921 in die Marineleitung berufen. Sein Vorgesetzter war Admiral Paul Behncke. Dort war Lütjens bis Ende September 1923 als Dezernent in der Flottenabteilung (A II) des Marinekommandoamts tätig. In dieser Stellung beschäftigte sich Lütjens mit strategischen und marinepolitischen Fragen. Dazu gehörte die Beobachtung und Analyse der Washingtoner Flottenkonferenz und ihrer Abrüstungsbestimmungen. Im Rahmen seiner strategischen Arbeit verfasste Lütjens einen längeren Aufsatz über die Entwicklung der Seemächte in den Jahren 1918 bis 1922. Seine Abhandlung erschien 1923 in der ersten Nachkriegsausgabe der Zeitschrift Nauticus. Im Oktober 1923 wurde er zum Chef der 3. Torpedoboots-Halbflottille in Wilhelmshaven ernannt, die er bis September 1925 kommandierte. Danach wechselte er bis Anfang Oktober 1929 als Adjutant und Personalreferent zur Marinestation der Nordsee. Dort wurde Lütjens am 1. April 1926 zum Korvettenkapitän befördert. Gleichzeitig mit der Beförderung erhielt er vom Großadmiral Prinz Heinrich von Preußen einen Silberbecher mit persönlicher Widmung. Während seiner Dienstzeit in der Marinestation nahm er im August 1926 an einer Fahrt mit der Segeljacht Asta (Einschiffung, obwohl der Personalsollbestand des Schiffes bereits erreicht war) sowie im April und August 1928 an einer Verbandsübung und einem Torpedoschießen an Bord des Linienschiffes Schlesien unter dem Kommando von Kapitän zur See Alfred Saalwächter teil.
Am 3. Oktober 1929 übernahm Lütjens erneut einen Kommandoposten als Chef der I. Torpedobootsflottille in Swinemünde, die er bis Mitte September 1931 befehligte. Unterbrochen war diese Dienstzeit von einem Stabsoffizier- und einem Torpedolehrgang. Im Februar 1931 folgte ein weiterer Lehrgang für Befehlshaber und Stabsoffiziere in Führungsstellen und für Navigation. Am 17. September 1931 wurde Lütjens von Erich Raeder in die Marineleitung des Reichswehrministeriums berufen. Sein Nachfolger als Flottillenchef wurde der spätere Vizeadmiral Kurt Fricke. In der Marineleitung wurde Lütjens am 1. Oktober 1931 zum Fregattenkapitän befördert. In der Marineleitung fungierte Lütjens zunächst als Dezernent in der Flotten- und Marineoffizierspersonalabteilung, des späteren Marinepersonalamtes. Am 26. September 1932 stieg er zum Chef dieser Abteilung auf, eine Funktion, die Lütjens, der am 1. Juli 1933 zum Kapitän zur See befördert wurde, bis Mitte September 1934 innehatte. Am 12. September 1934 erhielt er wie alle Weltkriegsteilnehmer das Ehrenkreuz für Frontkämpfer.

## Kriegsmarine und Zweiter Weltkrieg

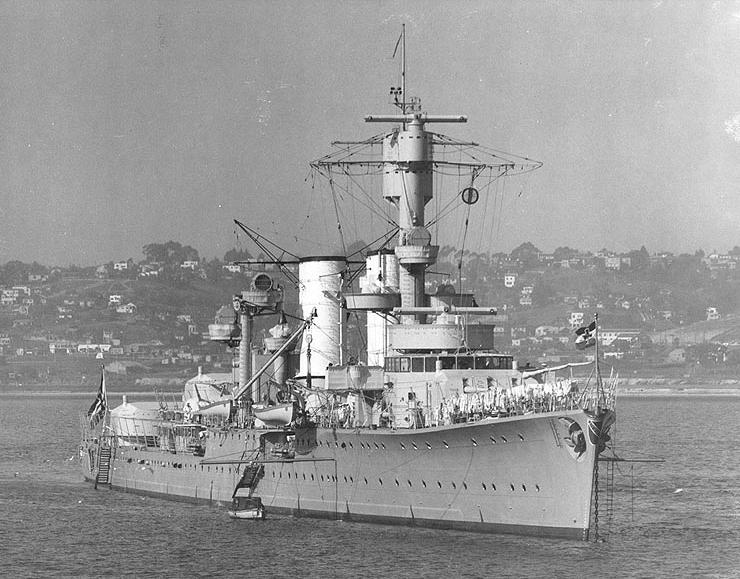
Die Karlsruhe vor San Diego im März 1934.

Am 16. September 1934 wurde Lütjens zum Kommandanten des Leichten Kreuzers Karlsruhe ernannt. Er befehligte das Schiff, das in dieser Zeit vornehmlich als Schulschiff benutzt wurde, in der Übergangszeit von der Reichs- zur Kriegsmarine bis zum 25. September 1935. Ab Oktober 1934 stach die Karlsruhe zu einer mehrmonatigen Auslandsreise mit Ziel Amerika in See. Die Fahrt ging über die Azoren nach Südamerika, führte durch die Magellanstraße und verlief anschließend nordwärts längs der Westküste Südamerikas und Nordamerikas (Los Angeles und San Francisco) bis nach Vancouver in Kanada. Von dort fuhr die Karlsruhe wieder südwärts bis zum Panamakanal, passierte diesen und stieß in die Karibik vor. Den Abschluss bildeten die Besuche in Houston (Texas) und Charleston (South Carolina). Über Nordspanien kehrte die Karlsruhe nach einer neunmonatigen Fahrt nach Kiel zurück. Dort teilte Raeder Lütjens im Beisein von Dönitz mit, dass er, bedingt durch das Deutsch-britische Flottenabkommen, als Offizierspersonalchef in den Innendienst wechseln würde. Ende September 1935 wurde Lütjens zur Marinestation der Nordsee kommandiert, wo er bis Mitte März 1936 Chef des Stabes war. Noch im März 1936 kehrte Lütjens zum Reichskriegsministerium (vormals Reichswehrministerium) zurück. Dort war er im Oberkommando der Marine Chef der Marineoffizierspersonalabteilung und anschließend von Oktober 1936 bis Oktober 1937, nunmehr seit 1. Oktober 1937 Konteradmiral, Chef des aus der Marineoffizierspersonalabteilung hervorgegangenen Marinepersonalamtes mit dem Sitz im „Bendlerblock“ am Tirpitzufer (seit 1947 Reichpietschufer) in Berlin. Nachfolger in seinem Amt wurde sein ehemaliger Crewkamerad Kapitän zur See Conrad Patzig. Zu diesem Zeitpunkt blickte Lütjens bereits auf 30 Dienstjahre zurück. Hierfür hatte er bereits am 2. Oktober 1936 die Wehrmacht-Dienstauszeichnungen I. bis IV. Klasse verliehen bekommen.
Am 8. Oktober 1937 kehrte der Admiral zu seiner ursprünglichen Waffengattung, den Torpedobooten, zurück, als er zum Führer der Torpedoboote (F.d.T.) in Swinemünde ernannt wurde. Ihm unterstanden damit nicht nur die Torpedoboote, sondern auch die Zerstörer und Schnellboote. Zusammen mit seinem Vorgesetzten, dem Befehlshaber der Marinestation der Ostsee Admiral Conrad Albrecht, entwarf Lütjens den „präferierten Stoß nach Osten“. Albrechts und Lütjens’ Planspiel sah anstatt einer Offensive gegen den Westen vor, die Sowjetunion durch eine schnell geführte Angriffsoperation zu zerschlagen. Dies sollte in Zusammenarbeit mit der Kriegsmarine geschehen, die für die Eroberung des Ostseeraumes vorgesehen war. Der Plan wurde von der Seekriegsleitung abgelehnt. Als am 5. Februar 1938 Hitler den Reichskriegsminister von Blomberg und den Oberbefehlshaber des Heeres, Generaloberst von Fritsch, mit Gründen entließ, die sich später als fadenscheinig herausstellten (Blomberg-Fritsch-Krise), und selbst die Führung der Wehrmacht übernahm, ging Lütjens nicht auf die Bitte des ihm untergebenen Korvettenkapitäns Rolf Johannesson um eine Aussprache ein. Lütjens gab ihm den Rat, sich nicht um Dinge zu kümmern, die ihn nichts angingen. Ob Lütjens der Affäre also gleichgültig gegenüberstand, ist damit nicht erwiesen. Anfang Februar war eine Beurteilung der Entlassungsgründe noch nicht möglich. Es könnte Lütjens auch die Sorge um den kameradschaftlichen Zusammenhalt im Marineoffizierskorps getrieben haben, keine breite Diskussion entstehen zu lassen. Ein organisatorischer Vorteil erwuchs dem Oberbefehlshaber der Kriegsmarine, Generaladmiral Raeder, aus der Neuorganisation der Wehrmachtführung aber nicht, da er seit 1934 – wie die Oberbefehlshaber des Heeres und der Luftwaffe auch – seine Ressortinteressen unmittelbar Hitler vortragen konnte und das auch stets tat. Spätestens im Spätherbst 1938 vollzog Lütjens eine persönliche Wandlung zur Ablehnung des Nationalsozialismus. So war er im November 1938 neben anderen wie Karl Dönitz, Erich Schulte Mönting und Conrad Patzig einer von wenigen Flaggoffizieren, die gegen die Novemberpogrome 1938 protestierten. Lütjens’ Karriere erlitt hierdurch keinen Schaden. Am 20. August 1938 wurde ihm das Komturkreuz mit Stern des Ungarischen Verdienstordens mit brillantiertem Bruststern verliehen. Diese Verleihung erfolgte am 22. August 1938 im Zusammenhang mit der Flottenparade und den Feierlichkeiten zum Stapellauf des schweren Kreuzers Prinz Eugen, bei dem der ungarische Reichsverweser Miklós Horthy und Hitler zugegen waren. Die Tragegenehmigung für diesen ausländischen Orden erhielt er am 21. Dezember 1938. Am 17. September 1938 verlieh der Präsident des Deutschen Roten Kreuzes, Carl Eduard von Sachsen-Coburg und Gotha, Lütjens das Ehrenzeichen des Deutschen Roten Kreuzes I. Klasse in Anerkennung seiner bisher erworbenen besonderen Verdienste.

### Erste Nordseeeinsätze

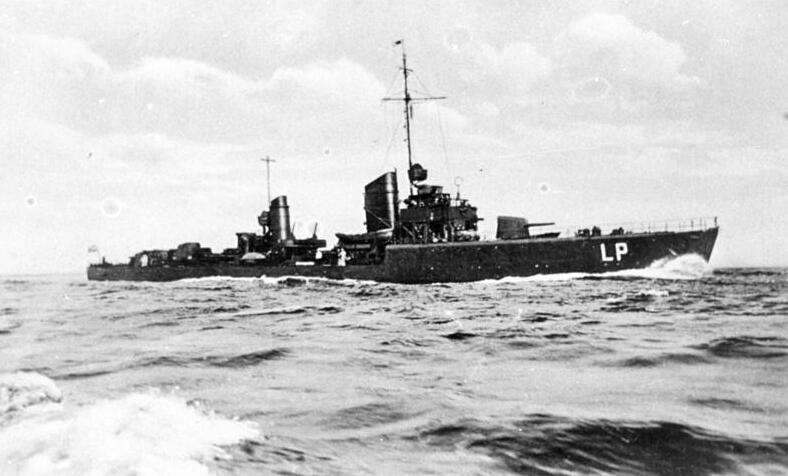
Das Torpedoboot Leopard im Jahr 1934.

Als Führer der Torpedoboote (F.d.T.) befehligte er diese vom Ausbruch des Zweiten Weltkrieges bis zum 20. Oktober 1939. Dem F.d.T. unterstanden im August 1939 zwölf Torpedoboote der Raubtier-Klasse (Wolf, Iltis, Jaguar, Leopard, Luchs, Tiger) sowie der Raubvogel-Klasse (Möwe, Albatros, Falke, Greif, Kondor, Seeadler). Während des deutschen Überfalls auf Polen legten Lütjens’ Zerstörer vom 3. bis 20. September 1939 Minensperren in der Nordsee, die von der deutschen Propaganda als „Westwall-Minensperren“ bezeichnet wurden. Bereits im ersten Einsatz am 3. September wurde er verwundet, wofür er am 20. Februar 1940 das Verwundetenabzeichen in Schwarz verliehen bekam. Vom 17. auf den 18. Oktober 1939 nahmen seine Boote an einer offensiven Minenunternehmung teil. Hierfür erhielt Lütjens am 4. September und 25. Oktober 1939 die Wiederholungsspangen zum Eisernen Kreuz II. und I. Klasse verliehen. Bereits in diesem frühen Stadium des Seekrieges kam es bezüglich der Operationsführung mit dem Gruppenbefehlshaber West Alfred Saalwächter einerseits und Hermann Boehm als Flottenchef andererseits zu Kompetenzschwierigkeiten und daraus resultierenden Unklarheiten in der Befehlskette. Darin waren auch die Unternehmungen des F.d.T. (Lütjens) erfasst, was dessen Kritik rechtfertigte. Nach größeren Organisationsänderungen innerhalb der Kriegsmarine wurde Friedrich Bonte am 20. Oktober 1939 Lütjens’ Nachfolger als F.d.T. Tags darauf löste Lütjens Vizeadmiral Hermann Densch als Befehlshaber der Aufklärungsstreitkräfte (B.d.A.) ab, der ab November 1939 zum Kommandierenden Admiral der Marinestation der Nordsee avancierte. Dem neuen B.d.A. waren die Leichten Kreuzer Emden, Königsberg, Karlsruhe, Köln, Leipzig und Nürnberg unterstellt.
Mit den Kreuzern Nürnberg, Leipzig und Köln lief der B.d.A. am 13. Dezember 1939 zu einer weiteren Operation in die Nordsee aus. Ihr Auftrag war der Geleitschutz für die fünf Zerstörer Z 4 Richard Beitzen, Z 8 Bruno Heinemann, Z 14 Friedrich Ihn, Z 15 Erich Steinbrinck und Z 19 Hermann Künne, die am Vortag Minen vor Newcastle gelegt hatten. Die Seegewässer nahe der britischen Küste galten als „ubootverseucht“. Aus diesem Grund ließ Lütjens seinen Verband im Zickzackkurs mit Höchstfahrt auf die deutschen Zerstörer zulaufen. Seine Befürchtungen trafen zu, als die drei Schiffe vom britischen U-Boot Salmon gesichtet und angegriffen wurden. Die Leipzig und die Nürnberg wurden torpediert und schwer beschädigt. Dass Lütjens an diesem Tag nicht seinen gesamten Verband verlor, ist der Tatsache zu verdanken, dass die herbeieilenden Zerstörer ihrerseits für den Schutz der wehrlosen Kreuzer sorgten. Trotz dieses Rückschlages liefen deutsche Zerstörer und Kreuzer von Oktober 1939 bis Februar 1940 zu zwölf Mineneinsätzen in der Nordsee aus. Ihre Hauptziele waren neben Newcastle die Gewässer vor Hull, Cromer, die Shetland-Enge und die Themsemündung. Die britische Handelsflotte verlor durch Minen 76 Schiffe.
Lütjens erhielt während dieser Zeit weitere Auszeichnungen. Am 26. Oktober 1939 hatte er als F.d.T. die Medaille zur Erinnerung an die Heimkehr des Memellandes erhalten, da an diesem Anschluss am 22. und 23. März 1939 seine Torpedoboote (Leopard und Iltis) unter seiner Leitung beteiligt gewesen waren. Am 20. Dezember 1939 wurde ihm die Medaille zur Erinnerung an den 1. Oktober 1938 verliehen und am Neujahrstag 1940 erhielt er seine Beförderung zum Vizeadmiral. In dieser Eigenschaft wurde er im Vorfeld der Unternehmen Weserübung im März 1940 mit der Wahrnehmung der Geschäfte des bisherigen Flottenchefs Wilhelm Marschall beauftragt. Marschall war nach ständigen Differenzen mit dem Oberbefehlshaber der Kriegsmarine, Erich Raeder, in seiner Position stark geschwächt worden, fiel krankheitsbedingt aus und reichte 1943 seinen Rücktritt ein.

### Unternehmen Weserübung

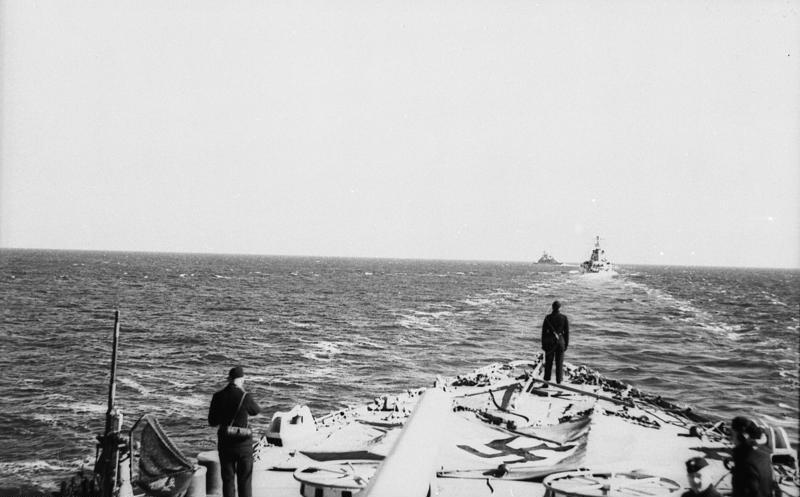
Der Leichte Kreuzer Emden als Teil eines Verbandes am 8. April 1940 bei der Operation Weserübung

Flottenverband Lütjens bei Weserübung; die beigefarbenen Schiffe (Gruppe 2) waren für Trondheim bestimmt; der Rest (Gruppe 1) hatte Narvik zum Ziel. Die Kürzel geben die Rufzeichen während der Operation wieder:
AS = Z 22 Anton Schmitt
HL = Z 18 Hans Lüdemann
GT = Z 2 Georg Thiele
WH = Z 21 Wilhelm Heidkamp
EK = Z 13 Erich Koellner
WZ = Z 9 Wolfgang Zenker
EG = Z 12 Erich Giese
BA = Z 11 Bernd von Arnim
PJ = Z 5 Paul Jacobi
BH = Z 8 Bruno Heinemann
HK = Z 19 Hermann Künne
SH = Scharnhorst
GU = Gneisenau
HP = Admiral Hipper
TR = Z 6 Theodor Riedel
DR = Z 17 Diether von Roeder
FE = Z 16 Friedrich Eckoldt

Mit Beginn der Operation Weserübung am 7. April 1940 wurde Lütjens in seiner Eigenschaft als beauftragter Flottenchef zum Kommandeur der Deckungsgruppe ernannt. Er fungierte somit bei Weserübung zugleich als Flottenchef und Befehlshaber der Aufklärungsstreitkräfte. Die Deckungsgruppe bestand aus den beiden Schlachtschiffen Gneisenau und Scharnhorst, wobei der Flottenchef auf Gneisenau weilte. Lütjens lief am 7. April von Schillig Reede aus. Die Primäraufgabe beider Schlachtschiffe war der Schutz des nach Narvik und Trondheim auslaufenden deutschen Invasionsverbandes vor britischen Schiffseinheiten. Die Deckungsgruppe vereinigte sich kurze Zeit später mit der Zerstörerflotte. Insgesamt bestand der Verband aus zwei Schlachtschiffen, dem schweren Kreuzer Admiral Hipper und 14 Zerstörern. Er war der größte geschlossene Kampfverband, den die Kriegsmarine im Zweiten Weltkrieg für offensive Operationen zusammenstellen konnte. Durch katastrophale Wetterbedingungen, es herrschten die Windstärken sieben bis neun, wurde Lütjens’ Verband weit auseinandergerissen. Dies hatte zur Folge, dass die eigentliche Aufgabe des Deckungsverbandes nicht erfüllt wurde. So kam es, dass der Zerstörer Bernd von Arnim durch den britischen Zerstörer Glowworm am 8. April 1940 gesichtet und angegriffen wurde. Die Glowworm war zu diesem Zeitpunkt Deckungsschiff der Renown (Operation Wilfred). Daraufhin ließ Lütjens Admiral Hipper wenden, die den Zerstörer mit Artillerie beschoss. Als Admiral Hipper dem Gegner nachstieß, rammten sich beide Schiffe. Admiral Hipper erlitt einen 500-Tonnen-Wassereinbruch, blieb aber manövrierfähig. Die Glowworm kenterte. Nachdem Admiral Hipper 58 britische Überlebende aufgenommen hatte, setzte sie ihren Auftrag fort. Aufgrund dieses Ereignisses entschied Lütjens, die Gruppe 1 des Verbandes bis zum Eingang des Vestfjords zu begleiten, weil er befürchtete, dort auf britische Streitkräfte oder norwegische Küstenpanzerschiffe zu stoßen. Zugleich entließ er die Gruppe 2 mit Admiral Hipper Richtung Trondheim. Am gleichen Tag, gegen 21:00 Uhr, erfüllte Lütjens’ Deckungsgruppe ihren Auftrag und entließ den Zerstörerverband in den Vestfjord, wo es zur Schlacht um Narvik kam.
Anschließend drehte der Deckungsverband bei, wobei Lütjens in der Nähe der Lofoten kreuzte, um ein mögliches Eingreifen britischer Seestreitkräfte zu verhindern. Am Morgen des 9. April bekam Gneisenau Fühlung mit dem britischen Schlachtkreuzer Renown (Admiral William Whitworth), welches um 05:05 Uhr das Feuer auf Gneisenau eröffnete. Wenige Minuten später entbrannte zwischen Renown, Gneisenau und Scharnhorst ein kurzes, aber heftiges Artilleriegefecht, in dem Lütjens’ Flaggschiff und das britische Schlachtschiff Treffer erhielten, ohne allerdings ernsthaft beschädigt zu werden. Auf Gneisenau gab es sechs Tote. Etwa um 05:44 Uhr drehte die Renown ab und entwich. Nach dem Gefecht stellte sich für Lütjens die Lage unklar dar. Er vermutete weitere schwere Schiffseinheiten und entschied sich für den Rückmarsch. Tatsächlich jedoch operierte neben der Renown nur noch die Repulse in diesem Gebiet. Am 10. April standen Lütjens’ Schiffe in der Nähe der Jan Mayen mit Kurs Richtung Süd. Lütjens hielt sich bei seiner Rückkehr zunächst sehr weit westlich, um den vermuteten britischen Hauptkräften zu entgehen. In der Nacht des 11. April ließ er die beiden Schiffe in Höhe der Shetlands hart ostwärts abdrehen und konnte am frühen Morgen des 12. April Fühlung zur Admiral Hipper aufnehmen. Gegen 20:00 Uhr lief Lütjens mit den Schiffen in die Jade und erreichte ohne Zwischenfälle Wilhelmshaven. Damit endeten Lütjens’ Aktivitäten bei der Unternehmung Weserübung. Als Anerkennung seiner Leistungen und der „totalen Erfüllung seines Auftrages“ wurde Lütjens am 14. Juni 1940 das Ritterkreuz des Eisernen Kreuzes verliehen. Allerdings spiegelte die Begründung zur Verleihung des Ritterkreuzes an Lütjens nicht die wahre Beurteilung durch die Seekriegsleitung wider. Insgesamt wurde die Führung des Admirals während der „Weserübung“ nur als zufriedenstellend bewertet. Vor allem der Verlust von zehn Zerstörern sowie der Ausfall beider Schlachtschiffe infolge Gefechtsschäden wogen für die Kriegsmarine schwer. Dazu gesellte sich die herrschende Torpedokrise. Insgesamt betrachtet wurde nach Weserübung der Sinn des Einsatzes schwerer Überwassereinheiten gegen die überlegene britische Flotte von der Seekriegsleitung erneut lebhaft diskutiert.

### Flottenchef
Nach dem Unternehmen Weserübung übernahm Marschall erneut die Aufgaben des Flottenchefs. Seine erfolglose Führung beim Unternehmen Juno führte jedoch zum endgültigen Bruch zwischen Marschall und der Seekriegsleitung. Trotz seiner Verdienste blieb Admiral Marschall wegen dieser Unstimmigkeiten sogar das Ritterkreuz versagt. Nach dessen Ablösung am 13. Juni 1940 wurde Lütjens am 9. Juli 1940 zum neuen Flottenchef ernannt. Im Zuge der Übergabe der Amtsgeschäfte erhielt er den Befehl, alles daranzusetzen, so bald wie möglich wieder mit schweren Überwassereinheiten auszulaufen. In der Order wurde höchster Wert auf aktives und offensives Vorgehen der Kampfgruppe Gneisenau befohlen. Lütjens war binnen kurzer Zeit der dritte Flottenchef der Kriegsmarine. Seine beiden Vorgänger waren durch Querelen und Meinungsverschiedenheiten hinsichtlich operativer und taktischer Grundsätze mit Großadmiral Raeder aus ihren Ämtern entfernt worden. Um sich das gleiche Schicksal zu ersparen, wandelte sich Lütjens in der Folgezeit zu einem gehorsamen und pflichttreuen Offizier gegenüber seinem Vorgesetzten. Diese Wandlung wurde noch verstärkt, als sich mit Raeder in Fragen der operativen und taktischen Grundsätzen tiefgründige Differenzen ergaben. Während Raeder weiterhin auf sofortigen Einsatz seiner Dickschiffe plädierte und plante, diese notfalls auch einzeln in See stechen zu lassen, beharrte Lütjens auf schlagkräftigen Verbänden mit Begleitschutz. Raeder setzte sich am Ende mit seiner Strategie durch, und der gebrochene Lütjens zog seine Konsequenzen. Statt jedoch seiner Auffassung Nachdruck zu verleihen, hielt er sich künftig, um alle Differenzen zu vermeiden, bei seinen Operationen strikt an die Maßgaben und handelte im Sinne der Seekriegsleitung. Dies unterstrich der Admiral in einem Gespräch mit seinem Vorgänger Marschall. Auf dessen Meinung, dass er sich bei veränderten Lagen nicht allzu sehr an den Operationsbefehl gebunden fühlen müsse, antwortete Lütjens, dass bereits zwei Flottenchefs in Unfrieden mit der Seekriegsleitung aus ihren Kommandos geschieden seien; er wolle nicht der dritte sein.
Im Sommer 1940 agierte er zunächst als Flottenchef im Zusammenhang mit dem Unternehmen Seelöwe, der geplanten Invasion Englands, zeitweise zudem als Seebefehlshaber West. In dieser Zeit schuf Raeder auf Lütjens’ Antrag einen organisatorischen Flottenstab (Flottenkommando Org.). Der Flottenstab an Lütjens’ Seite hatte von da an die Aufgabe, alle Organisations- und Materialangelegenheiten für den Admiral zu bearbeiten. Zugleich würde Lütjens als Flottenchef auch als Befehlshaber der Panzerschiffe (B.d.P.) fungieren; doch diese Stellung war ab Oktober 1939 nicht mehr separat besetzt worden.
Im Juni 1940 übernahm Lütjens als Flottenchef die Führung eines Schlachtschiffverbandes, welcher am 20. Juni vom norwegischen Trondheim aus den Atlantikkrieg aufnehmen sollte. Der Verband bestand aus Gneisenau, Hipper und der beschädigten Scharnhorst. Lütjens’ Operation war kein Glück beschieden. Noch in der Nacht des 20. Juni wurde die Gneisenau von einem Torpedo des britischen U-Bootes Clydes getroffen. Lütjens brach daraufhin die Unternehmung ab. Damit war für die Kriegsmarine die Atlantikkriegsführung von Norwegen aus zunächst beendet. Vom 3. August bis 19. Oktober 1940 war Lütjens mit der Wahrnehmung der Geschäfte des Befehlshabers der Sicherung West beauftragt. Am 11. November 1940 wurde ihm in dieser Eigenschaft das Zerstörer-Kriegsabzeichen verliehen. Zum Ende des Jahres 1940 wurde klar, dass die von nun an längeren Operationen der Schlachtschiffe die längere Abwesenheit des Flottenchefs bedingen werden. Daher wurde das Flottenkommando neu strukturiert und ein 2. Admiral der Flotte eingeführt und auf der Hela eingeschifft. Ende 1940 lief Lütjens mit dem Schlachtschiffverband Scharnhorst, Gneisenau, Hipper (Gruppe Nord) und einigen Torpedobooten erneut zu einem Atlantikdurchbruch aus. Doch aufgrund von Kessel- und Maschinenschäden befahl Raeder am 28. Dezember den Abbruch der Operation mit diesen Schiffen. Interessant ist hierbei die Tatsache, dass der eher defensiv denkende Lütjens mit dem Verband nach kurzer Reparaturzeit in Trondheim erneut auslaufen wollte; Raeder blieb jedoch bei seinem Entschluss.

### Unternehmen Berlin

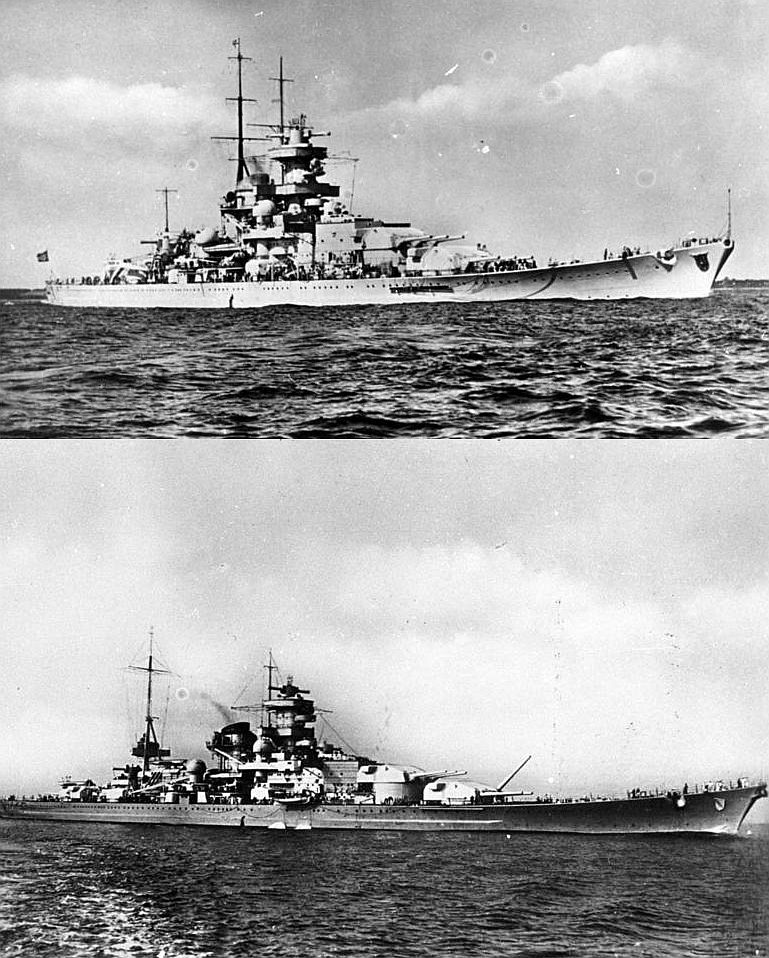
Gneisenau (oben) und Scharnhorst; Schlachtschiffverband Lütjens im Atlantikkrieg von Januar bis März 1941

Nach der Reparatur der Schlachtschiffe führte Lütjens als Flottenchef zwischen Januar und März 1941 Operationen gegen die britische Handelsschifffahrt im Atlantik unter dem Decknamen Unternehmen Berlin durch. Daran waren die Schiffe Scharnhorst und Gneisenau beteiligt. Der Atlantikdurchbruch gelang dem Admiral trotz britischer Verfolgung am 4. Februar 1941. Ab 5. Februar operierten seine beiden Schiffe auf der Versorgungsroute Halifax–England (HX-Route). Nachdem Lütjens einen ersten Angriff auf den Geleitzug HX 106 wegen zu starken Geleits abgebrochen hatte, versenkte sein Schlachtschiffverband am 22. Februar fünf Schiffe. Anschließend verlegte Lütjens den Kampfverband auf die Seewegroute Sierra Leone–England, da Schiffe der Royal Navy im bisherigen Operationsgebiet verstärkt patrouillierten.
Auf der neuen Route entdeckte der Verband am 7. März den Geleitzug SL 67, griff jedoch aufgrund zu starker Begleitung nicht an. Stattdessen funkte Lütjens die Position des Geleitzuges an deutsche U-Boote in der Nähe. U 105 (Georg Schewe) und U 124 (Georg-Wilhelm Schulz) versenkten zehn Schiffe, zu Lütjens’ Enttäuschung jedoch nicht das begleitende Schlachtschiff Malaya. Nach Betankung seines Verbandes setzte Lütjens die Verfolgung von Schiffen auf der HX-Route fort. Nach der Versenkung eines weiteren einzelnen Schiffes traf der Schlachtschiffverband am 15. und 16. März auf eine größere Schiffsansammlung eines aufgelösten Konvois. Die beiden deutschen Schlachtschiffe richteten in dem zweitägigen Gefecht unter den Frachtern ein „Massaker“ an. Gneisenau versenkte sieben Frachter und kaperte drei Schiffe, die als Prisen nach Westfrankreich geschickt wurden. Scharnhorst versenkte sechs Schiffe. In der Nacht vom 18. auf den 19. März 1941 beschloss der Admiral die Operation abzubrechen, da beide Schiffe ab Ende April wieder gefechtsklar sein sollten, um an der Unternehmung Rheinübung teilzunehmen. Am 21. März 1941 lief Lütjens’ Verband unter Schutz der Torpedoboote Iltis und Jaguar in Brest ein.
Insgesamt versenkte seine Kampfgruppe im Nordatlantik 22 bewaffnete Handelsschiffe mit zusammen ca. 115.000 Bruttoregistertonnen. Dabei nahmen die deutschen Schlachtschiffe gemäß Prisenordnung ca. 800 Überlebende auf. Dafür wurde Lütjens am 22. März 1941 im Wehrmachtbericht erwähnt. Für seine erfolgreiche Operation wurde Lütjens am 23. März 1941 im Völkischen Beobachter auf der Titelseite genannt. Die propagandistische Überschrift hieß: „Deutsche Schlachtschiffe räumen im Atlantik auf – Der neueste Schlag: 224.000 BRT.“
In der abschließenden Sitzung am 27. März 1941 in der Operationsabteilung der Seekriegsleitung erhielt der Admiral von Raeder hohe Anerkennung. Insbesondere wurde Lütjens’ großes operatives Geschick unter Beherrschung aller sich taktisch ergebenden Lagen hervorgehoben. Darüber hinaus festigte Lütjens das Vertrauen der Führung zu weiteren Schlachtschiffeinsätzen. Nicht zuletzt war dies das Ergebnis seiner hervorragenden seemännischen und der militärischen Leistung der Besatzungen zu verdanken. Obwohl Lütjens mit der Operation Berlin taktisches Geschick bewiesen hatte, wurde nicht berücksichtigt, dass der Verlauf der erfolgreichen Unternehmung wesentlich vom Glück begünstigt worden war. Operativ gesehen, erreichte Lütjens mit seiner Atlantikoperation die erhoffte Entlastung anderer Kriegsschauplätze. Dies betraf insbesondere den Mittelmeerraum, wo die Kriegsmarine Material- und Truppentransporte von und nach Tripolis störungsfrei durchführen konnte.

### Unternehmen Rheinübung

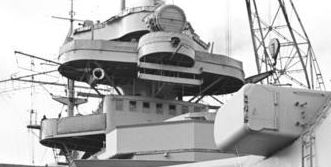
Die großen Fenster zeigen die Admiralsbrücke, Lütjens’ zeitweiligen Kommandostand auf der Bismarck, darüber die Scheinwerferplattform mit dem Frontscheinwerfer.

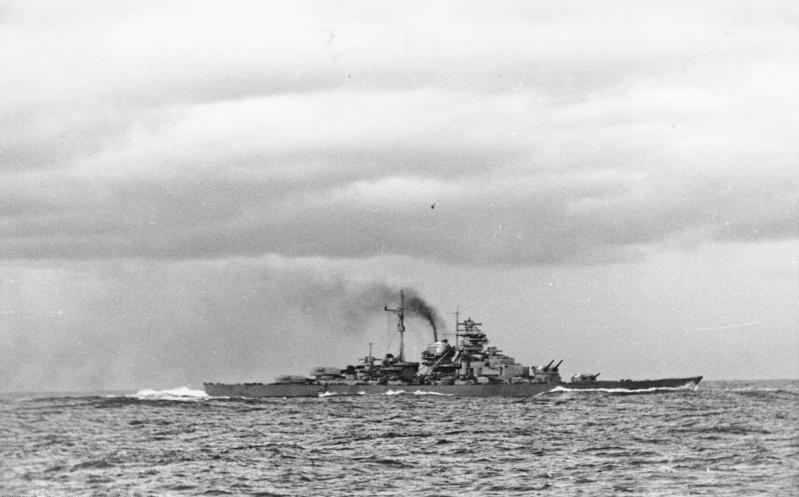
Das letzte Bild der Bismarck unmittelbar nach dem Island-Gefecht. Aufgenommen von Bord der Prinz Eugen.

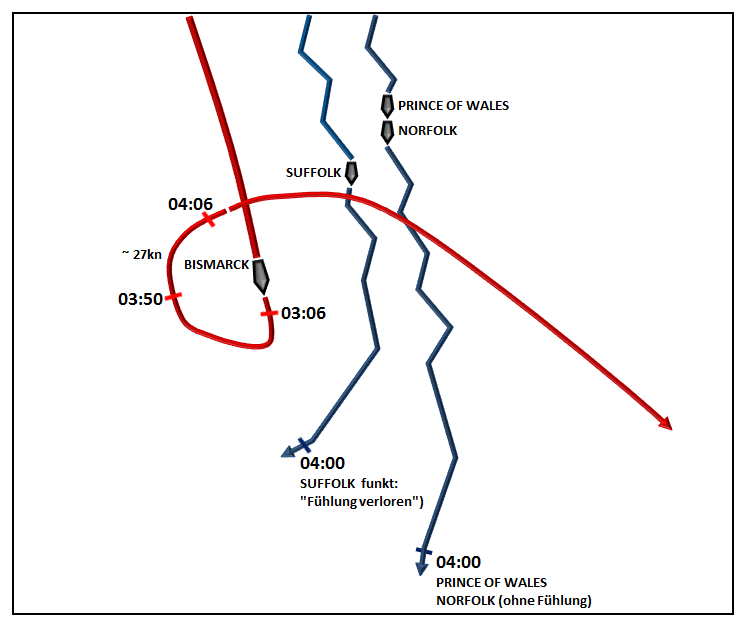
Das von R. Rohwer rekonstruierte Absetzmanöver der Bismarck in der Nacht des 25. Mai 1941 von 02:29 Uhr bis 04:08 Uhr. Auf der Bismarck wurde das Abreißen der britischen Fühlungshalter von Lütjens nicht erkannt.

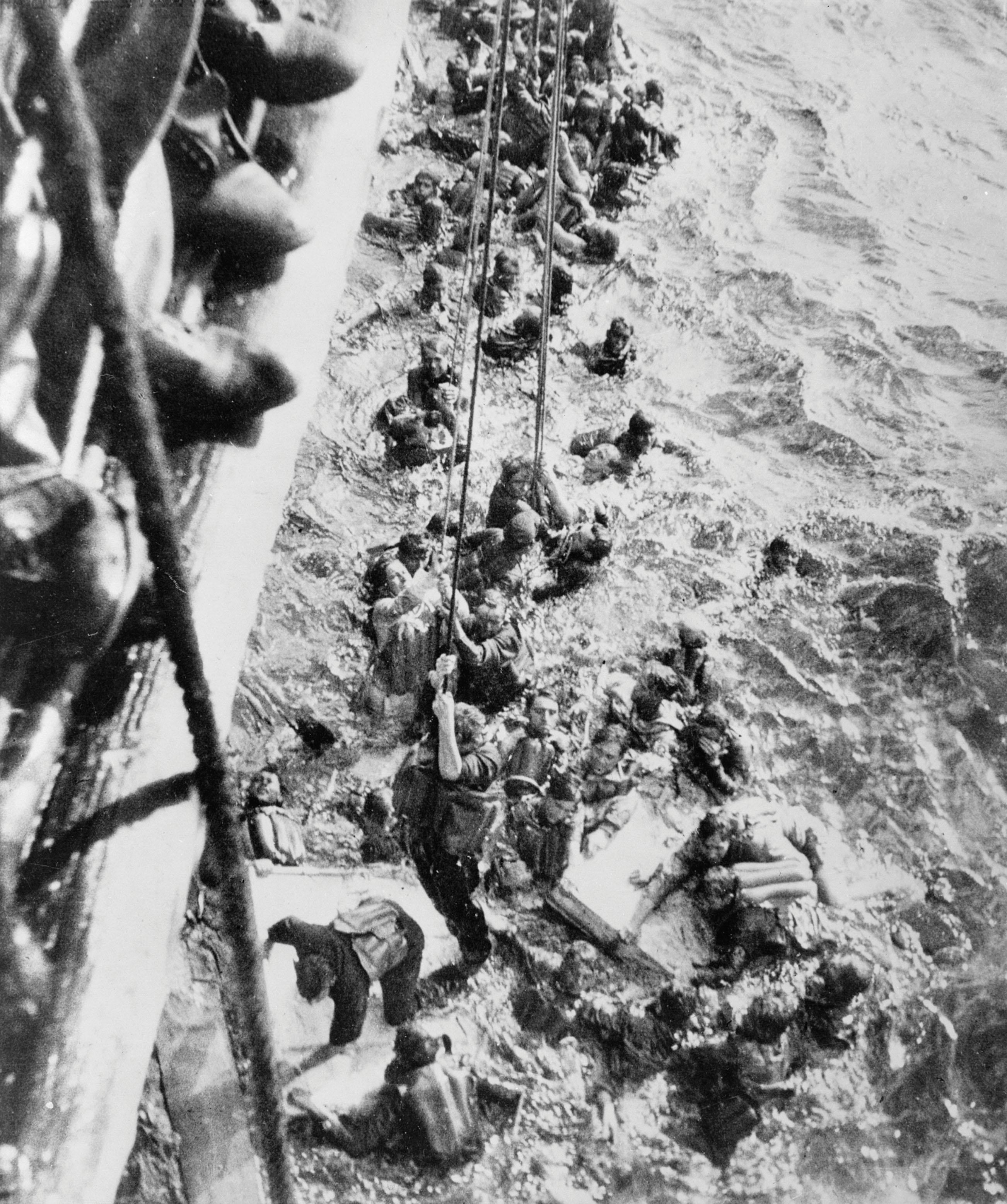
Überlebende der Bismarck werden von der HMS Dorsetshire aufgenommen.

Im Frühjahr 1941 wurde der vom Oberkommando der Marine im Krieg gegen die alliierte Konvoischifffahrt als äußerst erfahren beurteilte Lütjens zum Kommandeur eines gegen die Nachschubtransporte für die britischen Inseln eingesetzten Kampfverbandes berufen. Mit Operationsbefehl vom 22. April 1941 gab Lütjens der Operation die militärische Tarnbezeichnung Unternehmen Rheinübung, angelehnt an den Namen Unternehmen Weserübung. Kern des neuen Kampfverbandes bildeten Lütjens’ Flaggschiff Bismarck (Ernst Lindemann) und der Schwere Kreuzer Prinz Eugen (Helmuth Brinkmann). Lütjens war zunächst gegen diese Unternehmung. Seiner Meinung nach sollte vor einem „teelöffelweisen“ Einsatz schwerer Überwassereinheiten abgewartet werden, bis die Einsatzbereitschaft der übrigen Schlachtschiffe gesichert war. Lütjens nannte dabei die Scharnhorst sowie das Schwesterschiff der Bismarck, die Tirpitz. Dessen Kommandant Karl Topp hatte Lütjens gebeten, an der Operation teilnehmen zu wollen. Zudem hätte der auserkorene Schiffsverband Bismarck/Prinz Eugen hinsichtlich der Seeausdauer der beiden Schiffe nicht unterschiedlicher sein können. Im folgenden Gespräch überzeugte Raeder seinen Admiral jedoch von der Notwendigkeit des baldigen Beginns dieser Operation. Obwohl Lütjens’ Bedenken weiterhin bestanden, entschied er sich ebenfalls für die Durchführung, wie es hieß, freiwillig. Dabei spielte seine vorherige erfolgreiche Unternehmung im Atlantik eine entscheidende Rolle. Lütjens genoss beim Großadmiral vollstes Vertrauen. Seine Zweifel an der Durchführbarkeit des Unternehmens blieben jedoch bestehen.
Als Hitler am 5. Mai 1941 die Bismarck in Gdingen besuchte, nutzte Lütjens die Gelegenheit, um bei seinem Oberbefehlshaber persönlich vorzusprechen. Raeder war bei diesem Besuch nicht anwesend. Nach der Führung durch das Schiff, die Lütjens persönlich wahrgenommen hatte, fand er Gelegenheit zu einer längeren Aussprache mit Hitler in der Admiralswohnung. Der Admiral wollte Hitler überzeugen, die Operation zu verschieben. Insbesondere verwies er dabei auf die Gefahr durch Torpedoflugzeuge. Hitler konnte sich allerdings nicht zu einem entsprechenden Befehl durchringen. Stattdessen überließ er die endgültige Entscheidung Raeder. Dieser hielt an seinem ursprünglichen Plan fest. Wie Lütjens auf den für ihn überraschenden Auslaufbefehl reagierte, ist nicht bekannt. Ihn beschlichen düstere Untergangsahnungen, wie er Hans Voß am Tage seiner Abmeldung in der Seekriegsleitung in Berlin am 26. April gestand. Dabei machte er keinen Hehl daraus, dass er wohl nicht vom Einsatz zurückkommen werde. Am 12. Mai schifften sich der Admiral und sein aus 75 Mann bestehender Flottenstab auf der Bismarck ein. Lütjens’ Chef des Stabes war Kapitän zur See Harald Netzbandt. I. Admiralstabsoffizier war Fregattenkapitän Paul Ascher. Zum II. Admiralstabsoffizier wurde Fregattenkapitän Emil Melms bestimmt. Melms war vorher Generalreferent im OKM gewesen. Der III. Admiralstabsoffizier, Korvettenkapitän Gerhardt Böhmig, war bei Rheinübung nicht an Bord, da er als III. Admiralstabsoffizier beim 2. Admiral der Flotte eingesetzt war. Der IV. Admiralstabsoffizier war Korvettenkapitän Hans Nitzschke, ebenfalls als Referent aus dem OKM kommend. Lütjens’ Flotteningenieur war Fregattenkapitän (Ing.) Karl Thannemann. Flottenarzt war Hans-Releff Riege.
Einen Tag vorher hatte Lütjens seine Todesahnungen gegenüber seinem alten Crewkameraden Conrad Patzig wiederholt.
Er sagte zu ihm wörtlich: „Ich bin mir darüber klar, dass ich mich bei dem ungleichen Verhältnis der Kräfte doch früher oder später opfern muss. Ich habe mit meinem privaten Leben abgeschlossen, und ich bin entschlossen, die mir zugefallene Aufgabe ehrenvoll zu lösen, so oder so.“
Lütjens unterliefen beim Unternehmen Rheinübung mehrere verhängnisvolle Fehler.
- Bereits im Januar 1941 ließ Karl Topp, der Kommandant der Tirpitz, während der Werftliegezeit seines Schiffes ein Planspiel durchführen, das prüfen sollte, ob es seinem Schlachtschiff möglich wäre, in den Atlantik durchzubrechen. Die Ergebnisse waren ernüchternd und wiesen nach, dass es entgegen der Überzeugung der Seekriegsleitung nicht möglich sei, dieses Ziel zu erreichen, sobald den Briten die Anwesenheit einer schweren Einheit in der Nordsee bekannt sei. Da sowohl Ernst Lindemann als auch Adalbert Schneider bei diesem Planspiel anwesend waren, ist davon auszugehen, dass auch Lütjens davon wusste, aber die Ergebnisse bei seinen Vorbereitungen offensichtlich ignorierte.[107]
- Er unterließ es wiederholt, das Schlachtschiff Bismarck bei sich bietender Gelegenheit nachzutanken.[108] Das Heizöldefizit betrug 1200 Tonnen. So musste bei der entscheidenden Verfolgung durch die beiden englischen Verbände und die Flugzeuge der Ark Royal ab 24. Mai die Geschwindigkeit der Bismarck auf 21 Knoten reduziert werden, um den Hafen St. Nazaire überhaupt noch mit dem restlichen verfügbaren Brennstoff erreichen zu können.[109] Später befahl Lütjens, Kurs auf Brest zu nehmen.
- Beim Gefecht zwischen der Bismarck und den beiden britischen Schiffen Hood und Prince of Wales am 24. Mai in der Dänemarkstraße zeigte der Admiral, bedingt durch die buchstabengetreue Auslegung der Operationsbefehle, den Kampf mit gleichwertigen Schiffseinheiten zu vermeiden, ein sehr zögerliches Verhalten. Obwohl beide britische Schiffe bereits ihre erste Salve abgeschossen hatten, erteilte er keine Feuererlaubnis für die Artillerie seines Verbandes. Kommandant Lindemann gab daher eigenmächtig Feuererlaubnis, obwohl dies eigentlich in der Befehlsgewalt des Admirals gelegen hätte. Lütjens nahm diese Insubordination widerspruchslos hin.[110] Nach dem Volltreffer in der Munitionskammer und der Explosion der Hood bedrängte Lindemann den Admiral, der Prince of Wales nachzusetzen. Lütjens lehnte diesen Vorschlag kategorisch ab,[111] da er sich an den ursprünglichen Befehl gebunden sah, der als Hauptauftrag der Bismarck die Versenkung von Handelsschiffen definierte.[112] Hierfür wurde er von Hitler bei einer Lagebesprechung scharf kritisiert.[113] Die Versenkung wurde am gleichen Tag im Wehrmachtbericht erwähnt.[114]

Aufgrund dieser Meinungsverschiedenheiten kam es zwischen dem Flottenchef und Lindemann zum Bruch. Die Konflikte wurden von beiden Persönlichkeiten nicht vor der Mannschaft ausgetragen, sie sind ihr jedoch nicht verborgen geblieben. Nach Aussagen Überlebender kam es zu lautstarken Auseinandersetzungen, so dass die Besatzung von „dicker Luft auf der Brücke“ sprach. Im Anschluss an das Gefecht funkte Lütjens an Raeder und nannte neben der Erfolgsmeldung die Beschädigungen der Bismarck. Großadmiral Raeder, der das Unternehmen daraufhin abbrechen lassen hätte können, überließ die Entscheidung Lütjens, da dieser vermutlich am besten beurteilen konnte, inwieweit das Schiff noch operationsfähig war. Lütjens wollte das Unternehmen abbrechen und entschied am 24. Mai gegen 8:00 Uhr, einen französischen Hafen anzulaufen.
- Auch die Möglichkeiten des neuartigen Radars[119] auf den britischen Schiffen schätzte Lütjens falsch ein. Der Admiral wurde während des Unternehmens Rheinübung erstmals im Kampfeinsatz mit dieser Waffe konfrontiert. Nachdem er sich mit dieser neuen Technik auseinandergesetzt hatte, neigte er dazu, deren Fähigkeiten zu überschätzen: Der Flottenchef glaubte sich stets durch Radarortung überwacht,[108] was nicht den Realitäten entsprach, denn das Radar auf den britischen Kreuzern erwies sich als technisch noch nicht ausgereift.[120] Lütjens schätzte die Reichweite des britischen Radars auf 350 hm, ein bei der Marine gebräuchliches Längenmaß, das 35 Kilometer entspricht.[121] Das erklärt seine Fehleinschätzung beim Entkommen des Flaggschiffes aus der Ortung der Verfolger am 25. Mai 1941,[122] deren Reichweite in Wirklichkeit nur 13 Kilometer betrug.[123]
- Er ermöglichte durch Absetzung unnötig ausführlicher Funksprüche die Wiederentdeckung der Bismarck mittels herkömmlicher Funkpeilung.[122][123][124][125] Schließlich erhielt Lütjens von der Marinegruppe West in Paris den Befehl, endlich Funkstille zu wahren.[123] Der am 25. Mai um 09:00 Uhr abgesetzte Funkspruch dauerte 30 Minuten und führte zur Einpeilung durch den Gegner. Noch wenige Stunden vor dem Untergang beantragte Lütjens per Funk die Ritterkreuzverleihung an Korvettenkapitän Adalbert Schneider für seinen entscheidenden Anteil bei der Versenkung der Hood.[92][126][127] Insgesamt funkte der Flottenchef seit dem Island-Gefecht bis zum Untergang des Schiffes 26 mal an vorgesetzte Stellen. Das von Lütjens befohlene, ursprünglich erfolgreiche taktische Manöver erwies sich aufgrund der von ihm befohlenen Brechung der Funkstille als vergebens.[128]

Lütjens sah keine Möglichkeit mehr, den britischen Fühlungshaltern zu entkommen. Außerdem ließ die prekäre Treibstofflage einen Durchbruch in den Atlantik nicht mehr zu. Nach dem verhängnisvollen Torpedotreffer an der Ruderlage der Bismarck erkannte Lütjens am Abend des 26. Mai schnell die ausweglose Lage. Anders ist es nicht zu erklären, dass der Admiral noch vor dem Vorliegen des Untersuchungsergebnisses über mögliche Schäden seinem Oberbefehlshaber den Kampf bis zur letzten Granate beschwor. In seiner Verzweiflung soll Lütjens demjenigen die umgehende Verleihung des Eisernen Kreuzes versprochen haben, der die verklemmte Ruderanlage wieder freibekäme. Schon am 25. Mai war dem Admiral ein Führungsfehler unterlaufen, als er an seinem Geburtstag in einer Ansprache an die gesamte Besatzung seine Hoffnungslosigkeit offenlegte.
Nach dem am frühen Morgen des 27. Mai aufgenommenen heftigen Artilleriegefecht mit den Schlachtschiffen King George V und Rodney sowie nach Torpedotreffern der Dorsetshire sank das brennende Schlachtschiff gegen 10:40 Uhr Ortszeit. Überliefert ist Lütjens’ Bemühen, das Kriegstagebuch der Bismarck zu retten, um seine Entscheidungen, Lagebeurteilungen, Auffassungen und Überlegungen der Nachwelt zu erhalten. Nachdem ein Versuch, das Buch auszufliegen, gescheitert war (Beschädigung des Flugzeugkatapults), forderte Lütjens in seinem letzten Funkspruch von 07:10 Uhr an die Gruppe West ein U-Boot an, welches das Buch aufnehmen und nach Südfrankreich bringen sollte. Sein Funkspruch lautete: „U-Boot schicken zum Wahrnehmen des Kriegstagebuches.“ Auch dieser Versuch scheiterte.
Das letzte dokumentierte Treffen Lütjens’ wird vom Bismarck-Überlebenden Burkard Freiherr von Müllenheim-Rechberg beschrieben. Demnach traf er am frühen Morgen des 27. Mai gegen 08:30 Uhr an Oberdeck zufällig auf Lütjens und seinen I. Admiralstabsoffizier Paul Ascher. Der Admiral habe gefasst und selbstbewusst gewirkt und seinen militärischen Gruß erwidert. Anschließend sei er mit seinem Begleiter in Richtung Admiralsbrücke gegangen.

### Tod
Die genaue Uhrzeit von Lütjens’ Tod ist unbekannt. Er ist während des Artilleriegefechts zwischen 8:45 Uhr und 10:00 Uhr gefallen. Diese Vermutung bestätigte Müllenheim-Rechberg, der davon ausging, dass Lütjens und sein Stab vermutlich auf ihren jeweiligen Gefechtsstationen gefallen sind. Tauchexpeditionen zum Wrack belegen, dass die Aufbauten einschließlich Admiralsbrücke zerstört wurden. Kurz danach gab der Erste Offizier der Bismarck, Hans Oels, den Befehl zur Selbstversenkung des brennenden Schlachtschiffes, das innerhalb von vier Minuten zwischen 10:35 Uhr und 10:39 Uhr im Atlantik versank. Lütjens starb zusammen mit weiteren 2105 Soldaten der Besatzung auf Position 48°10′N und 16°12′W. Nur 116 Besatzungsmitglieder konnten gerettet werden.
Seine Ehefrau erfuhr vom Tod ihres Ehemanns einen Tag nach dem Untergang des Schlachtschiffes, nachdem sich das NS-Regime durch entsprechende öffentliche britische Berichte veranlasst sah, die Versenkung früher als gewollt am 28. Mai 1941 im Wehrmachtbericht zu nennen, in dem Lütjens Tod verklausuliert mitgeteilt wurde. Auch die britische Seite gab keine Verlautbarung heraus, aus der ersichtlich gewesen wäre, dass der Admiral sich unter den Überlebenden befunden hätte. Am gleichen Tag wurde Lütjens auf der Titelseite des Daily Mail im Zusammenhang mit der Versenkung seines Schiffes unter der Überschrift: BISMARCK: FOUR TREMENDOUS DAYS – Three British Fleets Raced to Make ‚the Kill‘ genannt (Bismarck, Vier gewaltige Tage – Drei britische Flotten im Wettrennen um den Erfolg). Lütjens Witwe erhielt am 28. Juli ein Beileidsschreiben Hitlers mit dem Wortlaut: „Zu dem schmerzlichen Verlust, den Sie und Ihre Angehörigen durch den Heldentod Ihres Gatten erlitten haben, spreche ich Ihnen mein aufrichtiges und tiefempfundenes Beileid aus.“ Nach dem Verlust des Schiffes sprach die Seekriegsleitung Lütjens und seinen Flottenstab von aller Schuld frei. Die volle Verantwortung für den Verlust der Bismarck übernahm Raeder.
Posthum wurde Lütjens noch am 9. Mai 1942 für die Teilnahme an den Kriegsfahrten der Bismarck das Flotten-Kriegsabzeichen verliehen. Als Reaktion auf den Untergang der Bismarck wurde der Atlantikkrieg in der Folge von U-Booten fortgesetzt. Nachfolger Lütjens als Flottenchef wurde am 13. Juni 1941 Admiral Otto Schniewind.

## Persönlichkeit

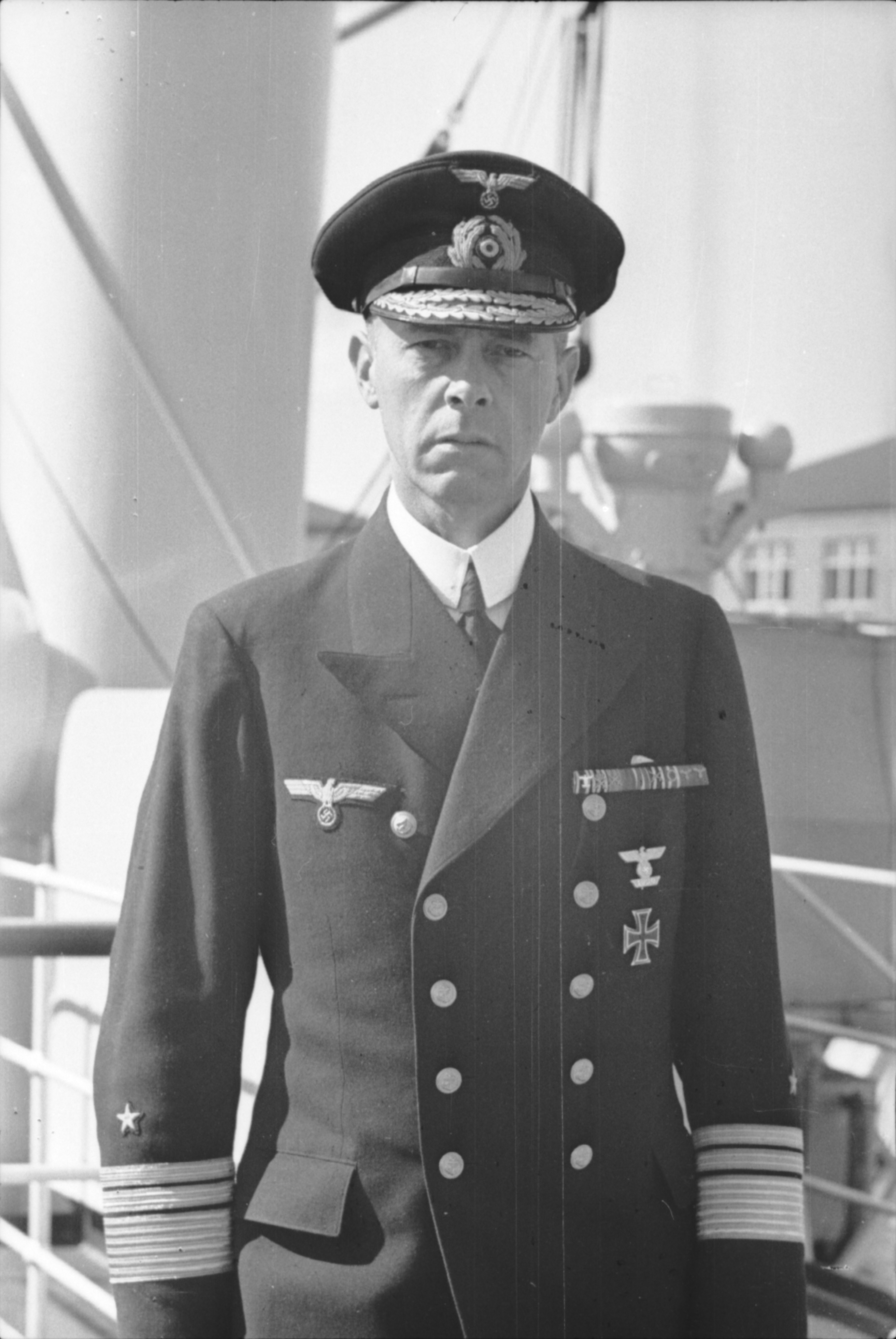
Admiral Lütjens während der Weserübung im April 1940.

Ein Bild von Lütjens Persönlichkeit wurde von seiner Umgebung bereits in seinen frühen Jahren dargestellt. Nur wenige Menschen bezeichneten den Admiral als fröhlich. Für die meisten seiner Untergebenen, aber auch für seine Befehlshaber, erschien der mager wirkende Lütjens unnahbar, verschlossen, aristokratisch und streng. Seine Augen wurden von Mitmenschen als dunkel und ernst beschrieben. Der Admiral hatte eine Ausstrahlung aus wahrgenommener Unzugänglichkeit, Düsternis und Verschlossenheit. Aufgrund seines großen Diensteifers und Tatendrangs wirkte er auf andere egozentrisch, ehrgeizig und streng. Seine Entschlüsse fasste er zumeist einsam. Selbst Großadmiral Karl Dönitz beschrieb Lütjens als nüchternen Menschen, der auch nicht vor einer kompromisslosen Behandlung seiner Untergebenen zurückschreckte. Andererseits bescheinigte er ihm einen aufrechten Charakter und einen klugen Kopf, logisch in seinem Denkvermögen und jeder eitlen Äußerung abgeneigt; sein taktisches Geschick war unbestritten. Zweifellos war Lütjens ein guter Taktiker und hochqualifizierter Offizier, der eine hohe Lauterkeit und Vertrauenswürdigkeit ausstrahlte. Doch ihm fehlten die menschlichen Qualitäten, die nötig waren, um seine Besatzung während eines Gefechts zu inspirieren und ihren Kampfgeist auch in ausweglosen Situationen aufrechtzuerhalten.
Eine Nähe Lütjens zum Nationalsozialismus kann nicht nachgewiesen werden; er war in erster Linie Offizier, dessen Wesenszüge in der Kaiserlichen Marine geprägt worden waren. Nach seiner Auffassung war er als Offizier seinem Vaterland und dem Staat zur unabdingbaren Treue verpflichtet. Seine Einstellung änderte sich nicht, als 1933 den Nationalsozialisten um Hitler die Machtergreifung gelang. Fortan verkörperte Hitler für ihn den Staat und damit seine zwingende Treue als Offizier. Das persönliche Verhältnis Lütjens’ zu seinem Oberbefehlshaber blieb bis zu seinem Tod kühl, wie das lapidare Glückwunschschreiben Hitlers zu Lütjens’ 52. Geburtstag, „Beste Wünsche zu Ihrem Geburtstag.“, widerspiegelt.
Lütjens gehörte 1938 zu den Wenigen, die den Pogrom am 9./10. November offen verurteilten. So sprachen Lütjens in seiner Eigenschaft als Führer der Torpedoboote sowie Dönitz als Befehlshaber der U-Boote am 10. November 1938 bei ihrem Vorgesetzten Flottenchef Admiral Hermann Boehm in dieser Angelegenheit vor. Der persönliche Protest gegen die antisemitischen Vorgänge im Reich geschah zugleich im Namen der ihnen unterstellten Offiziere. Offenbar sahen beide Offiziere in Boehm eine gleichgesinnte und geeignete Person, die ihren Protest über Raeder der Staatsführung zur Kenntnis bringen sollte. Dem Protest schloss sich auch Oskar Kummetz in seiner Eigenschaft als Chef des Stabes von Boehm an. Boehm gab daraufhin die Einwände der Offiziere mit einer eigenen „verschärften“ Stellungnahme an den Oberbefehlshaber der Kriegsmarine Raeder weiter. Dieser soll sie an Hitler weitergegeben haben, ohne dass daraus Konsequenzen für die protestierenden Offiziere erwuchsen. Die hierzu gefertigten Unterlagen aller beteiligten Personen sind bisher nicht auffindbar, sodass einige Historiker den Vorgang insgesamt bezweifeln. Ob der Protest Lütjens’ aus Empörung über die offenkundigen Verletzungen der Rechtsordnung bzw. der sittlichen Wertordnung oder aus Sorge um das Ansehen Deutschlands in der Welt erfolgte, ist ohne Spekulationen nicht feststellbar. Obwohl nun dieser Protest von einigen Historikern bezweifelt wird, ist er sowohl in den Erinnerungen von Boehm als auch von Raeder erwähnt.
Während seiner Dienstzeit für die Personalführung der Marine verhielt sich Lütjens bei der Auslegung der Nürnberger Rassegesetze passiv, das heißt, er wandte sie auf das Offizierskorps der Marine nicht an und ignorierte sie einfach. So war sein I. Admiralstabsoffizier und persönlicher Vertrauter, Paul Ascher, ein „Nicht-Arier“ (er hatte von beiden Eltern her jüdische Vorfahren). Vor diesem Hintergrund ist interessant, dass auch Lütjens’ Ehefrau Margarete geb. Backenköhler ebenso wie sein Schwager Admiral Otto Backenköhler als Halbjuden galten.
Dagegen wurde Lütjens’ Nähe zum NS-System lange Zeit aus den letzten beiden Funksprüchen der Bismarck abgeleitet. Unbestritten ist, dass Lütjens etwa 30 Minuten nach dem folgenschweren Torpedotreffer die eingetretene Situation an das OKM funkte. Die Funknachricht schloss mit dem Zusatz Lütjens’: „Wir kämpfen bis zur letzten Granate. Es lebe der Führer.“ Zwei Stunden später funkte Lütjens erneut, dieses Mal an Hitler persönlich mit dem Wortlaut: „Wir kämpfen bis zum Letzten im Glauben an Sie, mein Führer, und im felsenfesten Glauben an den deutschen Sieg!“. Diese Funksprüche wurden als Beleg für Lütjens’ Fanatismus bis in den Tod ausgelegt. Sie prägten lange Zeit das Bild eines Durchhalteadmirals, der in der Stunde seines Unterganges seinem Oberbefehlshaber noch Ehrerbietungstelegramme übermittelte. Eine Ergebenheit Lütjens’ oder gar eine Affinität zum NS-System beweisen sie jedoch nicht. Sein Verhältnis zum Nationalsozialismus blieb nach bisherigem Erkenntnisstand zeitlebens distanziert. Unterstützt wird dies dadurch, dass sich der Wortlaut seiner letzten Funknachricht nahezu mit einem Erlass des OKM vom 22. Dezember 1939 deckt, der im Zusammenhang mit der Selbstversenkung der Admiral Graf Spee herausgegeben worden war. Der sich in dieser Meldung widerspiegelnde Heldenpassus entsprach somit lediglich dem damaligen NS-Sprachgebrauch.
Auch der von der Propaganda inszenierte Heldentod Lütjens’, mit der Bismarck gegenüber einem überlegenen Feind mit wehenden Fahnen unterzugehen, lassen keine Rückschlüsse auf Lütjens’ Nähe zum Nationalsozialismus erkennen. So war und ist heute noch die vorzeitige Aufgabe eines manövrierunfähigen, aber waffenmäßig noch voll kampffähigen Schiffes, zum Beispiel durch Selbstversenkung, in der traditionellen Auffassung der Marine undenkbar. Gerade die deutsche Kriegsmarine war durch die Selbstversenkung der noch voll bewaffneten Graf Spee schockiert und reagierte mit einem entsprechenden Erlass Raeders. Darin forderte er, dass deutsche Kriegsschiffe bis zur „letzten Granate“ zu kämpfen hätten. Von dieser Doktrin wurde Lütjens’ Handeln dominiert. Auch konnte er wegen der Behandlung seiner Vorgänger als Flottenchefs und aufgrund seiner Persönlichkeit nicht dem Befehl seines Oberbefehlshabers widersprechen oder sich darüber hinwegsetzen. Letzten Endes wird Lütjens’ Entschluss zum letzten Gefecht als Pflicht- und Gehorsamserfüllung interpretiert. Weder Lütjens noch Lindemann haben zu irgendeiner Zeit an Kapitulation gedacht und daher der Besatzung verboten, das Schiff vorzeitig zu verlassen. In gewisser Weise wurde Lütjens’ Tod als Selbstopfer dargestellt.

## Spätere Bewertung

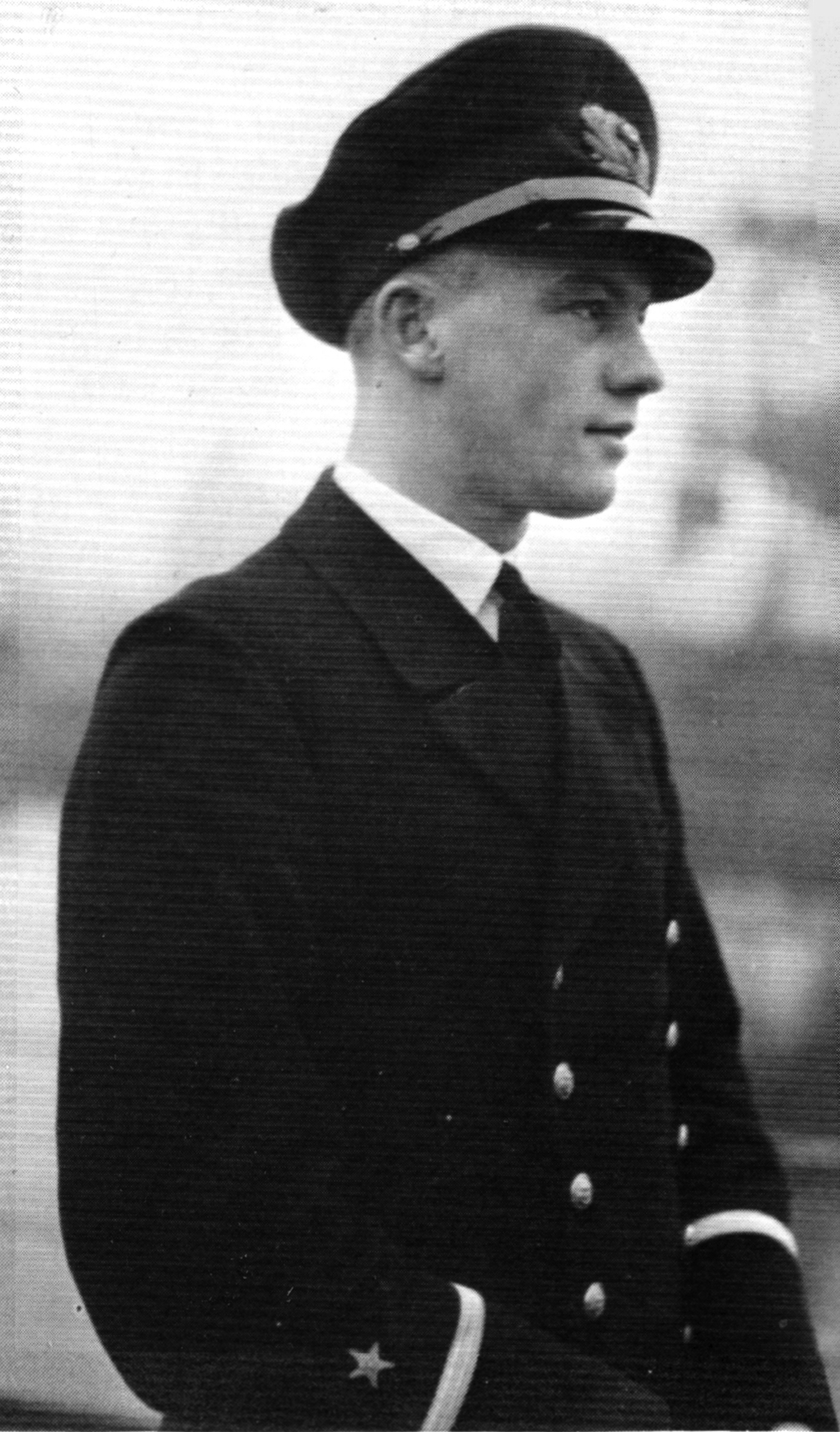
Müllenheim-Rechberg; als Kapitänleutnant dienstältester überlebender Offizier der Bismarck und Autor des Buches Schlachtschiff Bismarck 1940/41 – Der Bericht eines Überlebenden.

Kampf und Untergang der Bismarck fanden in der Nachkriegsliteratur nationales wie internationales Echo. Über kein anderes Ereignis der Seekriegsgeschichte des 20. Jahrhunderts ist so viel geschrieben und kontrovers debattiert worden wie über den ersten und letzten Einsatz des deutschen Schlachtschiffes Bismarck.
Michael Salewski gab 1970 bereits dazu an, dass trotz der Unmengen von Literaturwerken keine neueren Erkenntnisse in der Betrachtungsweise des finalen Gefechts [mehr] zu erwarten sind. Gleichwohl bekam die Thematik 1980 neue Nahrung, als einer der wenigen überlebenden Offiziere der Bismarck, Burkard Freiherr von Müllenheim-Rechberg, seine Erinnerungen Schlachtschiff Bismarck 1940/41. Der Bericht eines Überlebenden veröffentlichte. Sein Buch und die darin enthaltenen Eindrücke von der Operations- und Schiffsführung der Bismarck gaben Anlass, die Operation der Bismarck erneut zu betrachten. Hierzu erschien 1983 eine Studie von Korvettenkapitän Hans Joachim Oels unter dem Titel „Der Einsatz des Schlachtschiffes Bismarck unter dem Blickwinkel der Operations- und Schiffsführung“ im Auftrag des Deutschen Maritimen Instituts mit Unterstützung des Militärgeschichtlichen Forschungsamtes (MGFA). Oels gibt jedoch gleich zu Beginn seiner Ausführungen an, dass die darin enthaltenden Passagen von Müllenheim-Rechberg nur bedingt für eine Wertung brauchbar sind. Er bezieht seine Aussage vom Autor selber, der dazu angibt, dass sein Werk nur einen sehr begrenzten Einblick in die Gedankengänge der Verbands- und Schiffsführung geben könne, da er als 4. Artillerieoffizier (4. AO) nicht bei den Entscheidungsfindungen der Schiffsführung als Zeuge zugegen gewesen sei. Vor diesem Hintergrund kommt Oels zu dem Schluss, dass die Aussagen Müllenheim-Rechbergs aufgrund des Verlustes des Kriegstagebuchs der Bismarck nur als persönliche Betrachtungsweisen interpretiert werden können. In seinem Werk gibt Müllenheim-Rechberg zum finalen Gefecht an, dass die Schiffsmannschaft der Bismarck ihr Schiff nicht [willentlich] vor dem Gefecht aufgeben wollte. Hinweise auf eine eventuelle Meuterei gibt er nicht. Müllenheim-Rechberg geht sogar einen Schritt weiter und gibt an, dass die meisten Todesopfer nicht kausal beim Artilleriebeschuss zu verzeichnen waren. Sie starben erst nach dem Untergang der Bismarck, als die Royal Navy ihre eingeleiteten Rettungsmanöver infolge potentieller U-Boot-Gefahr einstellen musste. Er beziffert die Zahl der im Wasser zurückbleibenden Seeleute mit möglicherweise mehreren Hundert.
Die Studie von Oels kommt zu dem Schluss, dass jedwede Fragen, warum und wieso die Schiffsführung so handelte, wie sie gehandelt hat, in den Bereich der Spekulationen führten. Weitere und belastbare Faktoren, die zum Verständnis von Lütjens’ Handeln beigetragen hätten, seien aufgrund des Verlustes des Kriegstagebuchs der Bismarck nicht ermittelbar. Das später rekonstruierte Kriegstagebuch basiert auf Erinnerungen Überlebender. Oels fährt fort, dass das Verhalten der Schiffsführung nicht durch eine „Brille von heute“ gesehen werden könne, ohne dass dabei die Erziehung und das Selbstverständnis des damaligen Seeoffizierskorps und die gültigen Befehle Berücksichtigung fänden. Dieser Betrachtungsweise schloss sich der Marinehistoriker Werner Rahn in seiner 1991 veröffentlichten Publikation: Zum 50. Todestag von Admiral Günther Lütjens weitgehend an. Selbst der britische Admiral Sir John Tovey, der an Bord seines Flaggschiffes King George V bei der Versenkung der Bismarck beteiligt war, kommt zu dem Schluss, dass der Kampf des Schlachtschiffes gegen einen überlegenen Gegner „würdig der alten Tage der Kaiserlich deutschen Marine [gewesen] war“.
Vizeadmiral Günther Fromm, ehemaliger Flottenchef der Bundesmarine, griff die von Oels gefertigte Studie auf und rekapitulierte die damaligen Begleitumstände. Nach seiner Aussage führten mehrere ausschlaggebende Faktoren zur Durchführung von Rheinübung. Zunächst verweist Fromm auf die strategisch äußerst günstige Ausgangslage im Frühjahr 1941 und nennt namentlich die wenige Monate zuvor erfolgreich verlaufene Operation Berlin unter Lütjens mit dessen Kampfgruppe Scharnhorst/Gneisenau. Dazu kamen erfolgreiche Operationen der Admiral Hipper bei den Azoren und die Rückkehr der gleichfalls erfolgreichen Admiral Scheer von ihrem Einsatz aus dem Indischen Ozean. Ebenso befanden sich zu diesem Zeitpunkt die Hilfskreuzer Atlantis, Thor, Orion, Komet, Kormoran und Pinguin im Handelskrieg im Südatlantik, im Indischen Ozean und in der Südsee. Daraus zieht Fromm den Schluss, dass möglichst zeitnah eine erneute Atlantikunternehmung von der Seekriegsleitung erwartet und auch durchgeführt wurde. Für diese neuerliche Unternehmung kam für die Kriegsmarine nur der in dieser Sache erfahrene Lütjens in Frage. Dementsprechend geht Fromm von einer immensen Belastung der Schiffsführung aus. Zugleich reflektiert Fromm Lütjens’ mögliche Gedankengänge bei dessen Erkennen der leistungsfähigen britischen Radarortung, die sich dem Flottenchef in seiner Zuversicht im Hinblick auf die laufende Operation nahezu aufzwang und möglicherweise sein Handeln stärker als angenommen beeinflusste. Nur so erklärt sich Fromm die vom Flottenchef abgegebenen längeren Funksprüche, die erneut zum Einpeilen der Bismarck führten. Fromm erkennt in der Folge in Lütjens eine Umwandlung von Betroffenheit in Hoffnungslosigkeit – was wiederum dessen niederschlagende Rede vor der Besatzung erklärt, die Fromm als „menschlichen Führungsfehler“ benennt. Zugleich verweist er in dieser Lage auf die Vorbildfunktion der Schiffsführung und kritisiert Lütjens’/Lindemanns Verhalten hinsichtlich ihrer Meinungsverschiedenheiten, die niemals zum Gesprächsgegenstand der Besatzung werden sollten. Die Aussage hatte zuvor Müllenheim-Rechberg getätigt.
Der Historiker Holger Afflerbach veröffentlichte 2001 die Publikation „Mit wehender Fahne untergehen“, welche auch auf dem Werk des Überlebenden der Bismarck-Besatzung Müllenheim-Rechberg beruht. Dabei zitiert er den von Raeder erlassenen Befehl: „Das deutsche Kriegsschiff kämpft unter vollem Einsatz seiner Besatzung bis zur letzten Granate, bis es siegt oder mit wehender Fahne untergeht.“ Afflerbach versteht diesen Befehl als verbindliche Selbstmordanweisung und verweist auf den Untergang der Bismarck, die er namentlich als „Paradebeispiel“ für die Folgen dieses Befehls sieht. Afflerbach beurteilt das Verhalten der Schiffsführung der Bismarck, also auch des Kommandierenden Admirals Lütjens, gegenüber der Besatzung des Schlachtschiffes als „unverantwortlich“ und „verbrecherisch“. Er bezieht sich dabei auf eine im Buch von Müllenheim-Rechberg dargelegte Interpretation der Lage und die von diesem geäußerten Alternativen zum letzten Gefecht. Müllenheim-Rechberg zieht retrospektiv eine Kapitulation und Selbstversenkung des Schlachtschiffes ohne Feindeinwirkung in Betracht, um das Leben der Besatzung zu bewahren. Afflerbach kommt zu dem Schluss, dass die Motivation und Gesinnung von Lütjens als exponiertem Vertreter des Marineoffizierkorps auf dem Denken einer vorherrschenden Untergangsmystik (beim Eintreten von vermeintlich ausweglosen Situationen) unter den Verantwortlichen der Kriegsmarine beruht, und bezeichnet Lütjens’ Verhalten als fanatisch. Zugleich zieht Afflerbach das Fazit, dass die Mannschaft der Bismarck im letzten Gefecht den nötigen Korpsgeist entwickelte und ohne Proteste ihrem Kommandanten in den Tod folgte.

## Nachkriegsrezeption

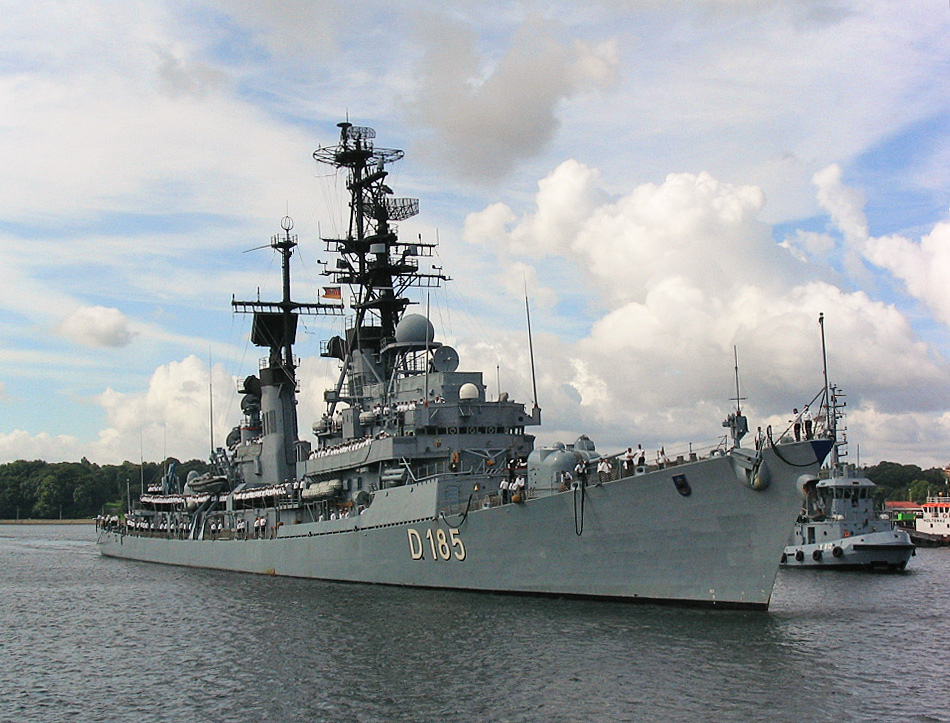
Die Lütjens (D185) im Jahr 2003.

Im britischen Kinofilm Die letzte Fahrt der Bismarck wurde Lütjens von Karel Štěpánek dargestellt.
Am 22. März 1969 wurde einer von drei neuen Zerstörern der Bundesmarine nach Günther Lütjens benannt. Seine offizielle Bezeichnung lautete Lütjens. Anlässlich der Taufe beim Stapellauf des Schiffes, bei dem Gerda Lütjens als Schwiegertochter zugegen war, sagte Verteidigungs-Staatssekretär Karl Carstens, dass der Name Lütjens durch sein unbeirrbares Verantwortungsbewusstsein und hingebungsvolle Pflichttreue den kommenden Generationen als Vorbild dienen möge. Zugleich sollte die Namensgebung an das Leiden und Sterben all jener deutscher Soldaten erinnern, die auf See geblieben sind. Diese Namenswahl beruhte zudem auf der Annahme, Lütjens habe gegen die antisemitischen Verbrechen protestiert und damit Zivilcourage bewiesen sowie 1941 bei der Versenkung der Bismarck unter Aufopferung seines Lebens seine Pflicht getan. Vorausgegangen war ein heftiger Streit zwischen dem damaligen Verteidigungsminister Gerhard Schröder und der Marineführung. Bis zu diesem Zeitpunkt hielt sich die Bundesregierung bei der Namensgebung an den ungeschriebenen Grundsatz, dass nur solche Namen zu verwenden seien, die sich im Widerstand gegen das NS-Regime hervorgetan hatten; beispielsweise die Persönlichkeiten des 20. Juli 1944. Schröder hingegen konterte und setzte durch, dass das Tabu, „deutsche Heldennamen des Zweiten Weltkrieges“ für die Bundeswehr zu verwenden, aufgebrochen wurde. Damit galt die Ehrung von Lütjens, dem ranghöchsten im Einsatz gefallenen deutschen Seeoffizier des Zweiten Weltkriegs, als Signal an die Öffentlichkeit, dass die Wehrmacht nun auch offiziell für die Bundeswehr traditionswürdig geworden sei.
Damit war jedoch nicht sicher, ob einer der drei Zerstörer tatsächlich den Namen Lütjens erhalten würde. Im Gegenteil, der damalige Inspekteur der Bundesmarine, Vizeadmiral Friedrich Ruge („Wer war Lütjens überhaupt?“) schlug stattdessen für die drei Zerstörer die Namen Adenauer, Berlin und Rommel vor. Schröder blieb hart. Er griff jedoch die Idee auf, dass die drei Schiffe nach „Helden“ aller drei Wehrmachtteile (Heer, Marine, Luftwaffe) benannt werden sollten. Die Zweifel am Namen Lütjens blieben weiterhin bestehen. Obwohl der Lebensweg des Admirals vom Militärgeschichtlichen Forschungsamt in einer Studie als würdig erachtet worden war, blieb die Marineleitung unnachgiebig. So schlug Vizeadmiral Karl-Adolf Zenker den Namen Prien vor. Der „Stier von Scapa Flow“ sei besser geeignet. Doch die Verstrickungen Priens im NS-System ließen sich nicht negieren. Schröder beendete schließlich das politische Gezerre und blieb bei Lütjens. Die beiden anderen Zerstörer erhielten die Namen Rommel und Mölders. Die drei Schiffe wurden unter der Lütjens-Klasse zusammengefasst.
Gegenwärtig beurteilen führende Marinekreise in Anbetracht der Todesumstände von Günther Lütjens, also dem „ehrenvollen“ Kampf bis zur letzten Granate, einen traditionsbezogenen Rückbezug auf diesen Admiral eher differenziert. Die Führung der Bundesmarine erachtet die Erhaltung von Gesundheit und Leben der Angehörigen deutscher Seestreitkräfte als vorrangig und steht so im Gegensatz zur rücksichtslosen Opferung der Soldaten im Zweiten Weltkrieg.

## Schriften
- Die Entwicklung der Seemächte von 1918/22 und ihre Beeinflussung durch die Washington-Konferenz. In: Nauticus. 1923, S. 241–271.

## Nachlass
Teile von Lütjens’ persönlichem Nachlass wurden am 24. Juni 1989 öffentlich durch das Auktionshaus für Historica Hüsken/Schäfer versteigert.
Eine Uniform des Admirals sowie einige Orden und Ehrenabzeichen können neben anderen Exponaten der Marine im Internationalen Maritimen Museum (IMMH) in Hamburg besichtigt werden.